# Pintura na Rússia

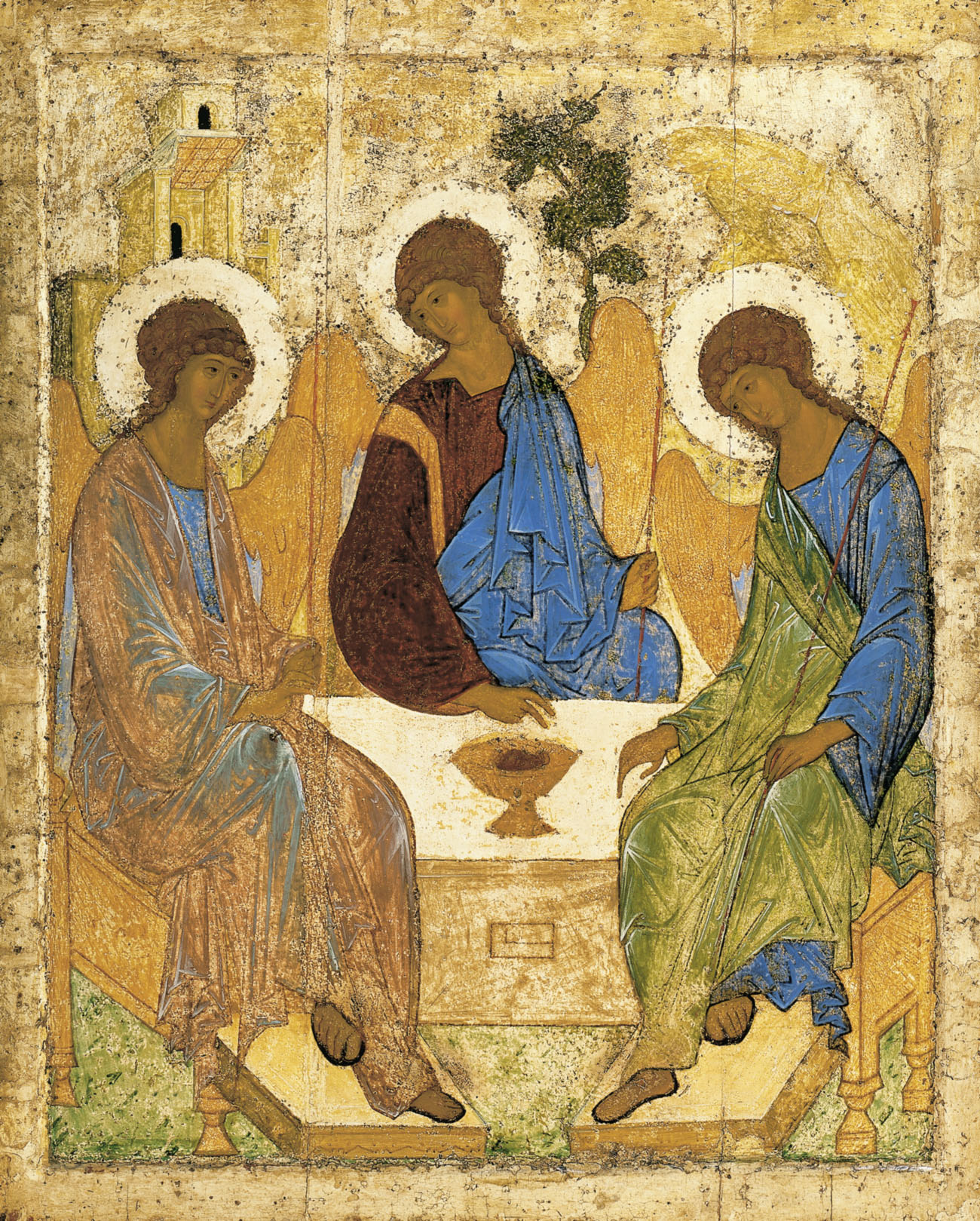
Andrei Rublev: Trindade. Galeria Tretyakov

A pintura na Rússia tem uma história demarcada por cinco fases bem distintas. Apesar de haver registros de que existia uma tradição de pintura religiosa entre os povos eslavos pré-cristãos, não sobrevive qualquer exemplo. Assim, deve-se estudar a pintura russa a partir da cristianização da Rússia de Quieve, ocorrida em torno de 860, quando o intercâmbio cultural com o Império Bizantino levou para lá a tradição da pintura de ícones. Essa tradição, toda religiosa, constitui o principal gênero de pintura realizado na Rússia em todos os tempos, já que permanece vivo até hoje e sua história já conta com mais de mil anos de prática ininterrupta, salvo um breve eclipse em meados do século XX. Seria a forma pictórica mais prestigiada até a ocidentalização do país no século XVIII por Pedro, o Grande, quando em menos de meio século formou-se uma escola de pintura toda nova, de caráter profano, correlacionada ao fim do Barroco que se desenvolvia no resto da Europa e que depois, integrando-se à evolução geral da arte européia, assimilando uma variedade de novas tendências, confluiria em meados do século XIX numa nova escola nacional. 
A pintura russa teria um outro momento de destaque e daria uma importante contribuição própria à arte do ocidente por ocasião da emergência das vanguardas no início do século XX, quando pintores como Kandinsky e Malevich seriam os precursores do Abstracionismo. Quando a Rússia aboliu sua monarquia houve nova ruptura; cerca de uma década após a Revolução de 1917 as vanguardas foram proscritas e os pintores foram obrigados pelo Estado a seguir uma estética figurativa populista, originando o estilo conhecido como Realismo Socialista, que só perderia força com a progressiva liberalização do regime político local no fim do século XX. Então um grupo de artistas do underground iniciou um movimento de contestação das fórmulas da arte oficial e introduziria conceitos contemporâneos na pintura russa, diversificando enormemente seus horizontes e abrindo outra vez a arte local para o mundo.

## A pintura de ícones

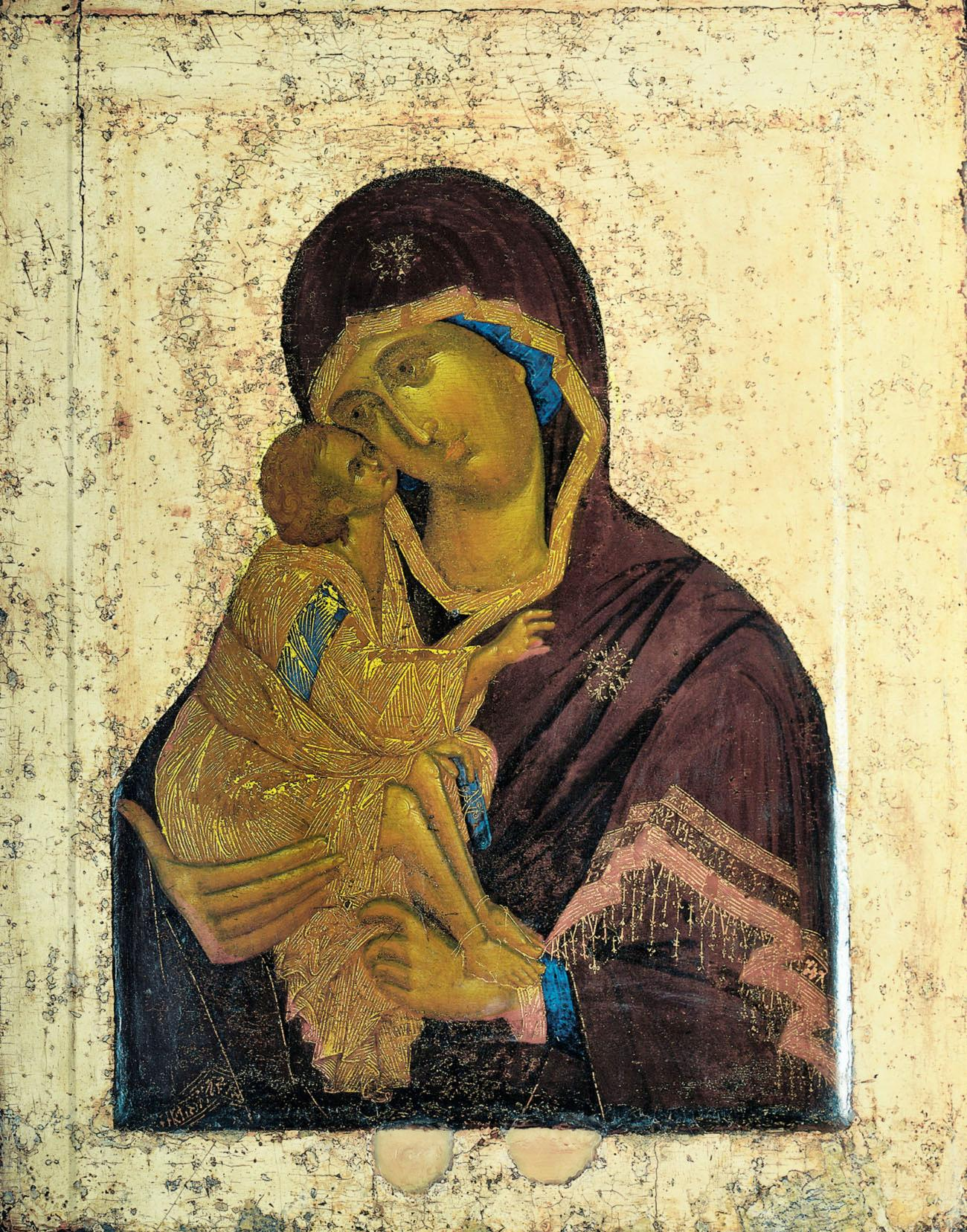
Teófanes, o Grego: Virgem do Don (do tipo Vladimir), Galeria Tretyakov

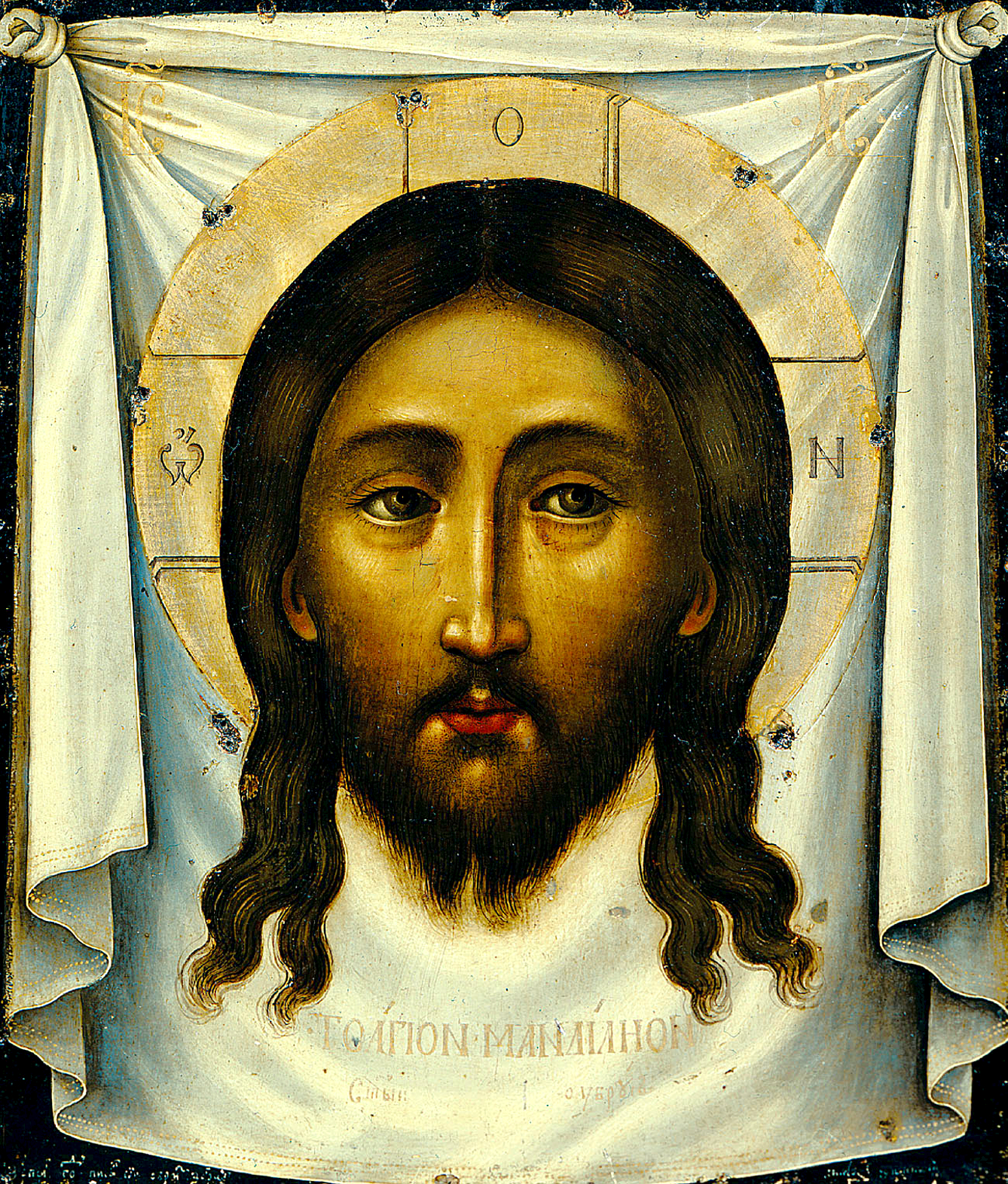
Simon Ushakov: Cristo Acheiropoietos, c. 1660. Galeria Tretyakov

A tradição da pintura de ícones na Rússia foi importada do Império Bizantino, que forneceu ao estado recém cristianizado os materiais necessários à liturgia, incluindo as representações religiosas de santos e mártires da religião. O centro de cultura de então era Quieve - hoje pertencendo à Ucrânia - e possivelmente os primeiros pintores ativos nesta cidade foram gregos ou eslavos bizantinizados, servindo como mestres para a formação de uma escola local de pintura. Naturalmente a primeira produção da que seria chamada Escola de Quieve seguiu de perto o estilo bizantino, mas logo passou a exibir características próprias, evidentes na seleção de cores e na dimensão das imagens, bem como na expressão das figuras, das quais o Cristo Pantocrator, um dos modelos formais mais importantes nesta época, foi representado com um aspecto mais benevolente e humano do que no padrão original. Em 1240, Quieve foi tomada e completamente incendiada pelos mongóis, e a atividade artística principal moveu-se para Novogárdia. Na origem da iconografia sacra russa uma peça em especial merece nota - a celebérrima Virgem de Vladimir, um ícone de Maria com o Menino que, embora de origem bizantina (dada de presente ao Grão-duque Yuri Dolgoruki de Quieve em torno de 1131 pelo patriarca grego ortodoxo de Constantinopla Lucas Crisoberges), logo se tornou o modelo para um número incontável de cópias e variações, definido uma das tipologias mais populares de toda a iconografia sacra russa e sendo até hoje uma das imagens mais veneradas em todo país. 
Novogárdia já tinha uma escola de ícones ativa no século XI, que cristalizou um estilo próprio em torno do século XII, e se manteve em atividade até o século XVI. Escapando da ocupação mongol da Rússia entre os séculos XIII e XIV, tornou-se o principal centro artístico do país até ser suplantada por Moscou. Sua primeira fase privilegiou o ícone em afresco, dos quais os mais antigos exemplos estão em Nereditsa e na Igreja de São Jorge em Staraia Ladoga. A Escola de Novogárdia produziu algumas das mais importantes pinturas da Idade Média russa, e o que a distingue são a intensidade das cores, aplicadas sem mistura ou gradações de tons, um sombreado mínimo, o desenho enérgico e preciso, e uma preferência pela composição clara com uma simbologia simples e facilmente legível pelo povo. No século XIII nota-se uma alteração no estilo em direção a uma suavização nas cores, a um crescente dinamismo e espontaneidade na composição e a um maior predomínio aspecto gráfico sobre o pictórico. A diferença entre Novogárdia e a tradição bizantina mais pura representada por Quieve também se nota na assimilação de elementos da arte folclórica local, no aspecto menos hierático e mais humanizado das figuras, que já eram menos estereotipadas e se pareciam à gente russa, e na passagem de seu olhar fixo e penetrante, que estabelecia um contato direto com o espectador, para uma expressão mais sonhadora, indireta e introspectiva. Seu maior representante foi Teófanes, o Grego (c. 1330-c.1410), que se educara em Constantinopla e mais tarde, mudando-se para Moscou, daria impulso à Escola de Moscou junto com outros mestres locais.

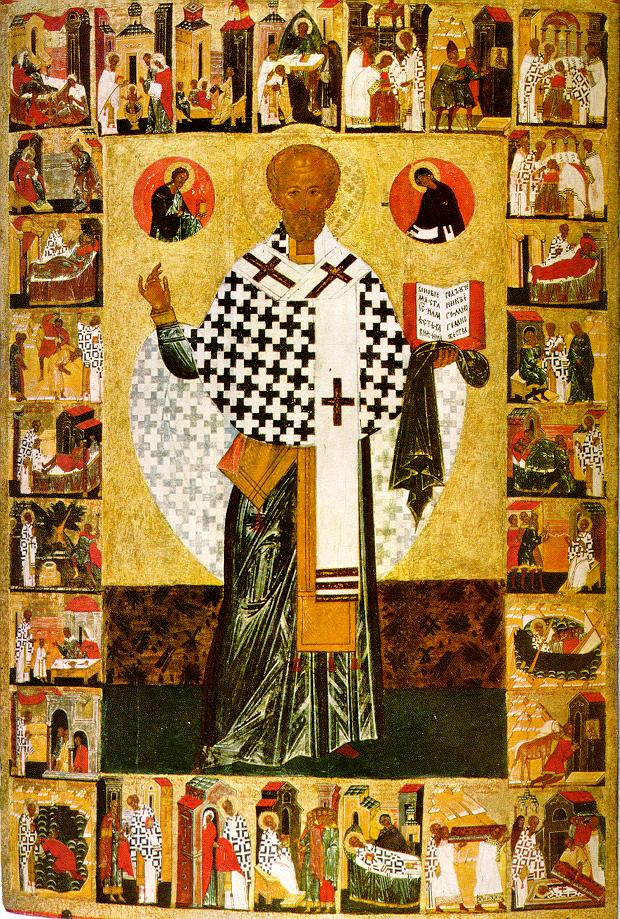
Escola de Novogárdia: São Nicolau e cenas de sua vida, século XVI

No século XII também se formam outras escolas regionais em Vladimir, Susdália, Iaroslávia e Pescóvia, todas se desenvolvendo ligadas à tradição bizantina. Entretanto, no século XIII a invasão mongol devasta a Rússia e rompe seus laços históricos com Bizâncio, arruinando muitos dos centros produtores de ícones, salvo Novogárdia e Pescóvia, que não foram conquistadas, e onde a tradição de pintura de ícone pôde continuar viva. Embora menos sofisticada que Novogárdia, considerada sua "irmã maior", a Escola de Pescóvia se distinguiu pela iconografia formalista e arcaizante, pela intensa expressão emocional de suas figuras e pelo uso de tonalidades de cor diferenciadas, em especial quanto ao verde, laranja e vermelho.
A Escola de Moscou tem suas origens obscurecidas pela quase completa inexistência de exemplos primitivos, mas sabe-se que surgiu aproximadamente junto com Novogárdia e que quando Teófanes lá chegou já havia significativa atividade artística. Ele, junto com Andrei Rublev, embora possuíssem estilos muito diversos, levaram esta escola para ao seu primeiro florescimento importante no século XV, acompanhando a crescente influência de Moscou sobre as outras cidades após a expulsão dos mongóis, tornando-se também o centro da ortodoxia religiosa. Também a eles se deve a definição da iconostase como hoje a conhecemos, uma parede coberta de ícones que se elevou tanto ao ponto de esconder completamente o altar, isolando-o da congregação, uma alteração significativa quanto ao modelo do altar bizantino, e que foi introduzida nas obras que realizaram na Catedral Blagoveshchensky de Moscou em torno de 1405. Moscou sucedeu a Novogárdia como o principal centro produtor de ícones, e ali se formaria um novo estilo que lançaria as bases da primeira escola nacional de pintura no século XVI. Nesse período, que marca também o início de sua decadência, se destacaram Dionísio, o Sábio e Simon Ushakov, que renovaram a concepção do espaço pictórico, deram atenção a sutilezas cromáticas e enfatizaram o misticismo em sua arte, em detrimento do aspecto dramático. Também se nota a influência da pintura ocidental no uso, especialmente visível em algumas obras de Ushakov, de um discreto chiaroscuro para acentuar a ilusão de tridimensionalidade. Outro elemento distintivo é o aparecimento de um retratismo profano, conhecido sob o nome de parsuna, também influenciado pelo ocidente mas regido pelas convenções da pintura religiosa. A expulsão dos invasores possibilitou ainda que a tradição dos ícones ressurgisse ou iniciasse em muitas outras cidades - Tver, Susdália, Rostov e até na distante Kargopol. Entre esses centros menores merece nota a Escola de Tver, que se diferenciou pelo uso de exóticos tons de azul e turquesa numa paleta mais clara.
A partir de meados do século XVI se observa na Escola de Moscou, que predominara sobre todas, uma perda de conteúdo místico em favor de um decorativismo, e o surgimento de uma preferência pela miniatura, uma diversificação nos temas sacros sob a influência do florescimento literário do país, e aparece na mesma cidade a Escola Stroganov. Foi marcada pela preferência pela miniatura, por suas cores e seu grande refinamento e detalhamento das imagens, substituindo a monumentalidade pelo virtuosismo e a emoção pela elegância decorativa. Dentre seus mestres estavam Prokopiy Chirin, Nikifor e Istoma Savin. A Escola Stroganov, cujo nome deriva da rica família Stroganov, que a patrocinava, permaneceu influente até o fim do século XVII, quando a arte profana patrocinada pelo Estado e pela nobreza tornou-se o foco dos novos desenvolvimentos na pintura.

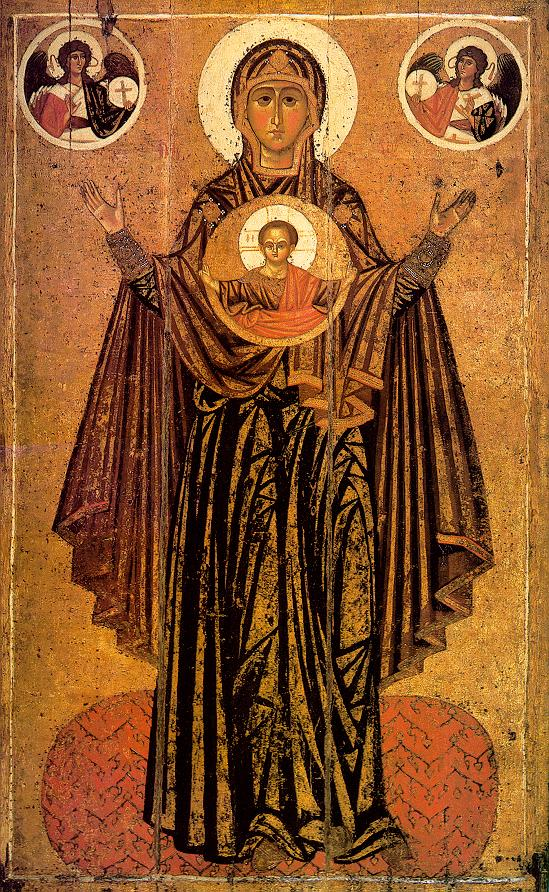
Escola de Quieve-Iaroslávia: Grande Panágia, Galeria Tretyakov
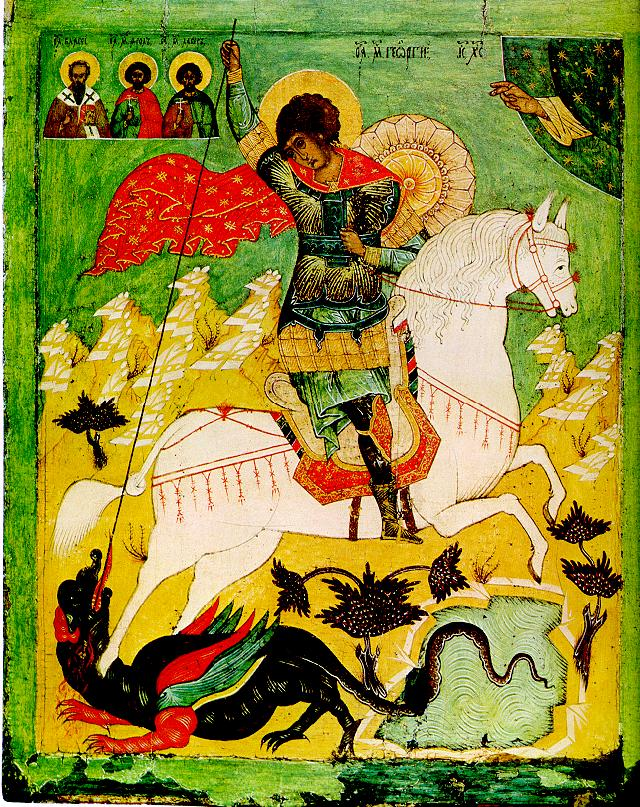
Escola de Pescóvia: São Jorge, século XVI. Museu de Pescóvia
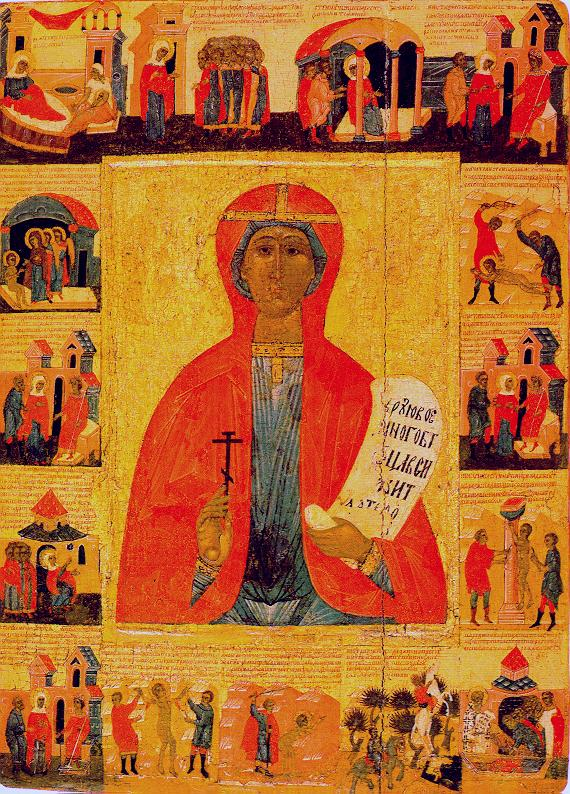
Escola de Tver (?): Santa Paraskeva e cenas de sua vida, século XVI
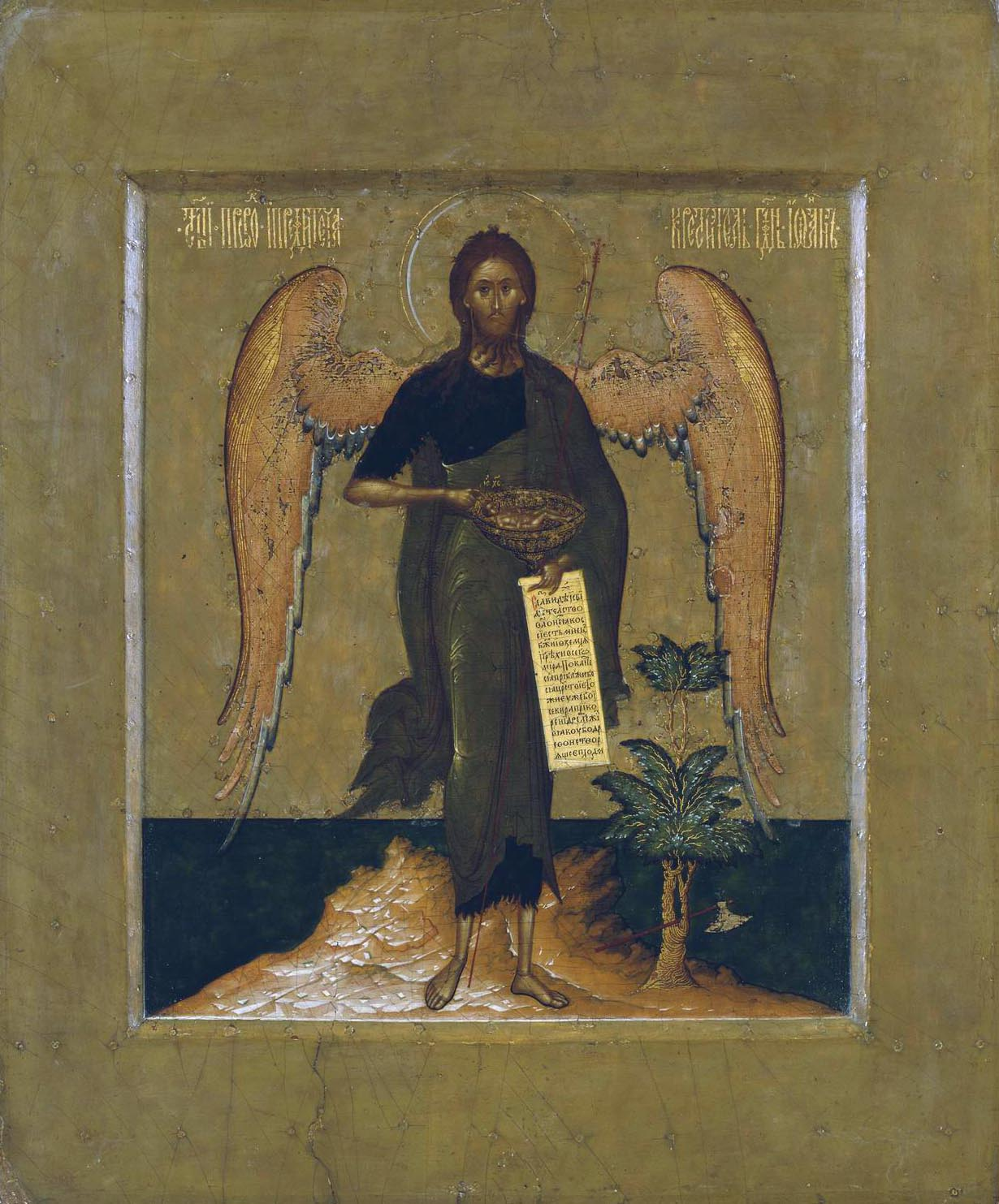
Prokopiy Chirin: São João Batista no deserto, c. 1620. Galeria Tretyakov

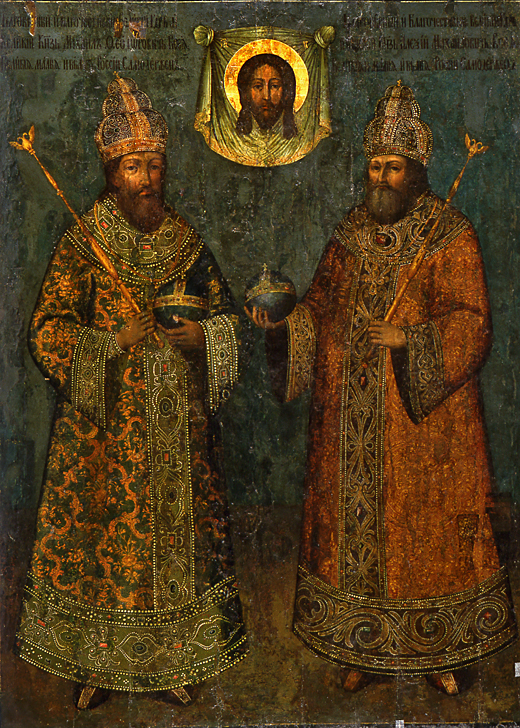
Fedor Zubov: Mandílio com o czar Miguel I e seu filho czar Aleixo, parsuna do século XVII
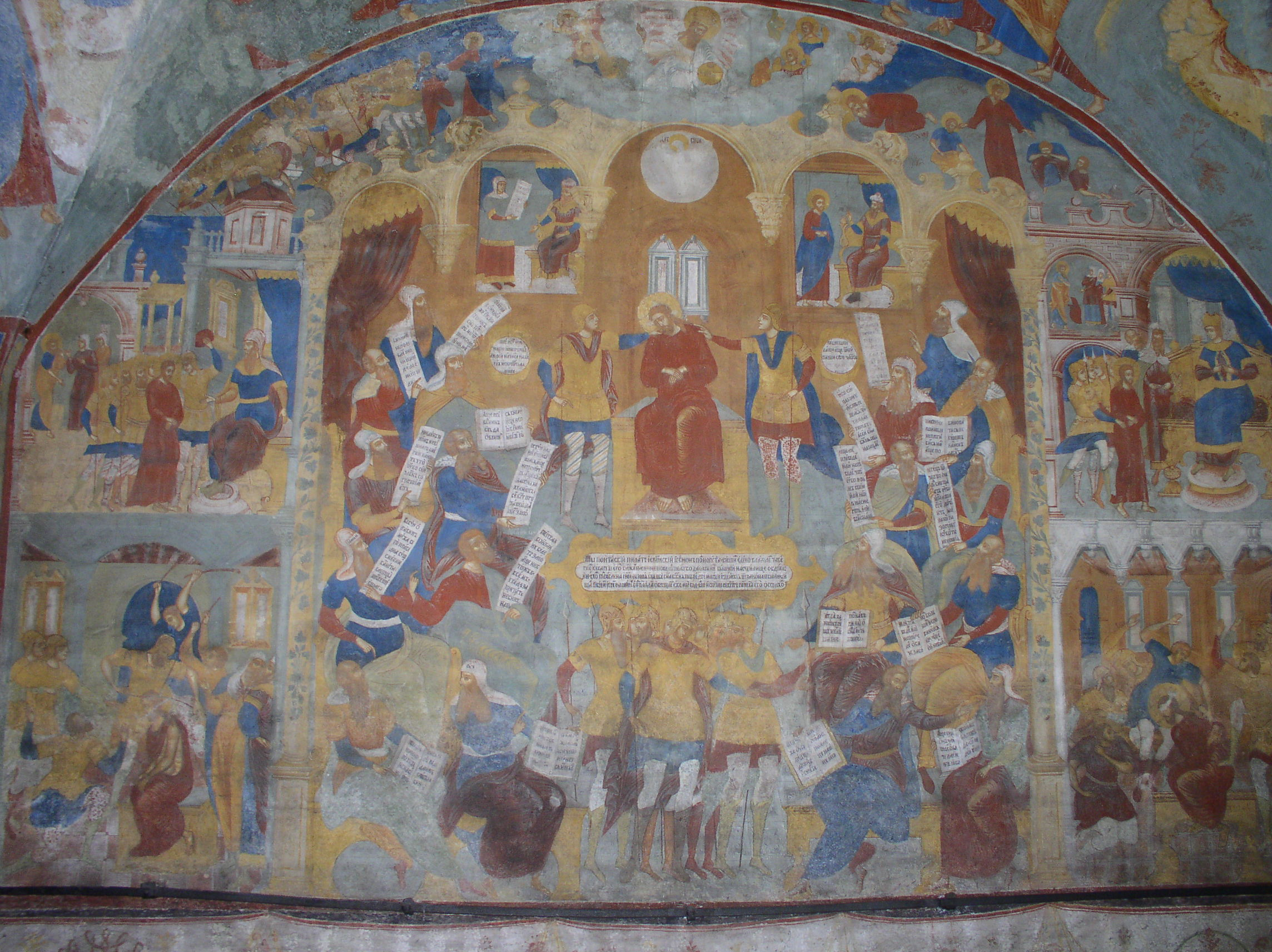
Dmitry Plekhanov e Fyodor Ignatyev: Afrescos na Igreja de São João Batista em Iaroslávia, 1694-1695
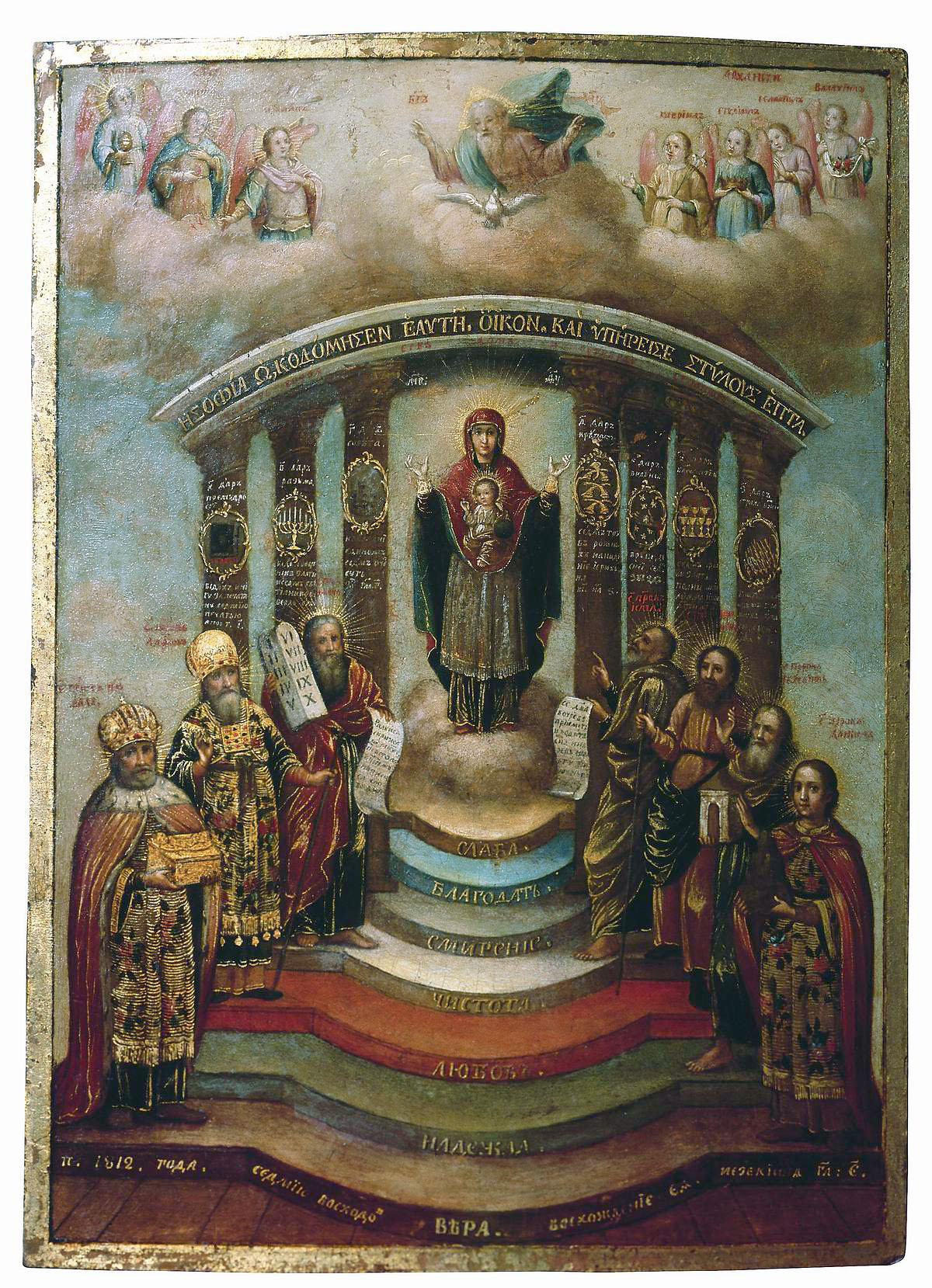
Autor anônimo: Santa Sofia, século XIX. Museu Russo
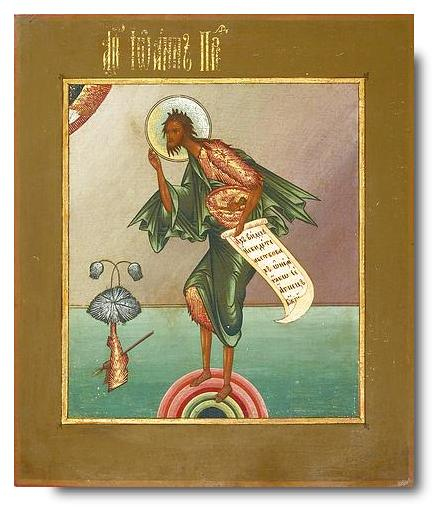
Escola de Palekh: São João Batista, século XX

Entre as últimas escolas regionais de ícones estava a que floresceu em torno do Mosteiro da Trindade e São Sérgio, em Kholui, que iniciou suas atividades no século XVII e rapidamente ganhou muito prestígio no norte do país. Em 1882 sua produção foi organizada pela Fraternidade Alexander Nevsky nos moldes da Academia de Artes, sendo dirigida por N. N. Kharlamov, um egresso da Academia de São Petersburgo. Seus formados constituíram uma associação e iniciaram uma grande produção de ícones e afrescos em diversas cidades importantes e mesmo no exterior, cuja qualidade era da mais alta. Quando o Comunismo foi implantado na Rússia em 1917 a religião foi perseguida, muitas igrejas e mosteiros depredados ou destruídos. A escola de Kholui foi fechada e a pintura religiosa chegou a um termo em toda Rússia.
Entretanto, a refinada técnica empregada em sua confecção não foi perdida. Depois de algum tempo a escola de Kholui foi reaberta em 1943, agora sob a direção de um graduado na Academia de Leningrado, U. A. Kukuliev, transformando-se em uma oficina de artes aplicadas, centrada na produção de miniaturas laqueadas. A reabilitação da Igreja Ortodoxa na Rússia possibilitou então que a pintura de ícones, depois um período de banimento, voltasse recentemente a ser praticada na própria Kholui e outros centros como Palekh.

## A ocidentalização da Rússia

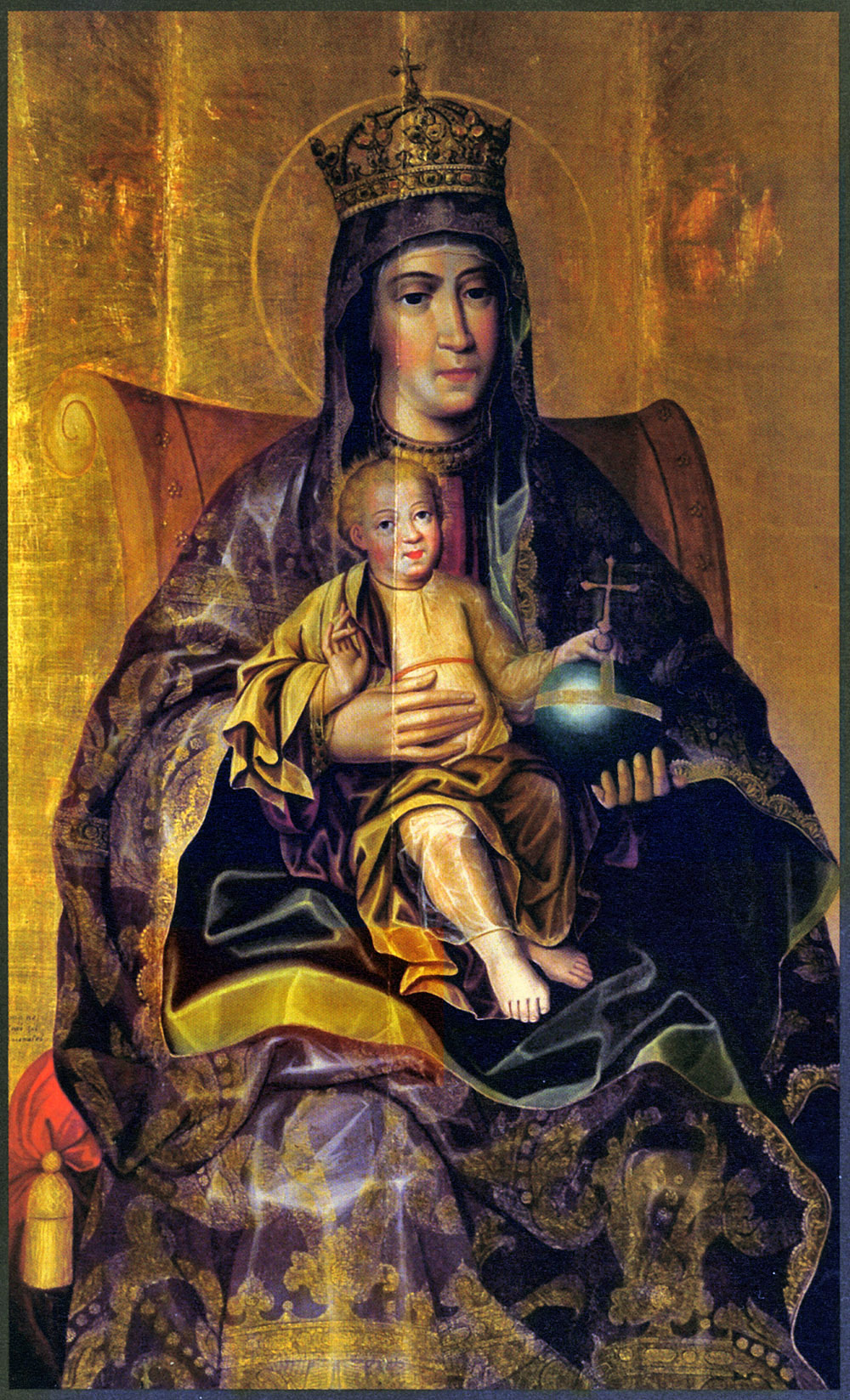
Karp Zolotaryov: Teótoco, fim do século XVII. Museu Andrei Rublev

Uma mudança radical nas artes russas aconteceu com a ascensão ao trono de Pedro, o Grande. Imbuído de altos propósitos, desejou modernizar o país e equiparar culturalmente a Rússia às grandes nações européias. Neste seu projeto as artes tinham especial relevo como forma de ilustrar os avanços civilizatórios. Atraiu artistas estrangeiros para lá, importou uma quantidade de obras de arte e enviou jovens russos talentosos para estudar na Itália, França, Inglaterra e Holanda. Alguma tímida influência do ocidente já existia antes, como é perceptível nos parsuna e em autores sacros como Karp Zolotaryov, que mesclou de forma original a escola barroca ítalo-holandesa com a tradição russo-bizantina, mas a extensão do impacto ocidental no reinado de Pedro não teve precedentes e determinou uma adoção integral da estética barroca na pintura, ora quase toda voltada aos temas profanos, sem qualquer sombra de arcaísmo bizantino mas também com poucos traços de identidade própria. Os artistas russos treinados no exterior demonstraram uma compreensão perfeita dos princípios técnicos e estilísticos da pintura ocidental então praticada no resto do continente, e produziram resultados à altura 

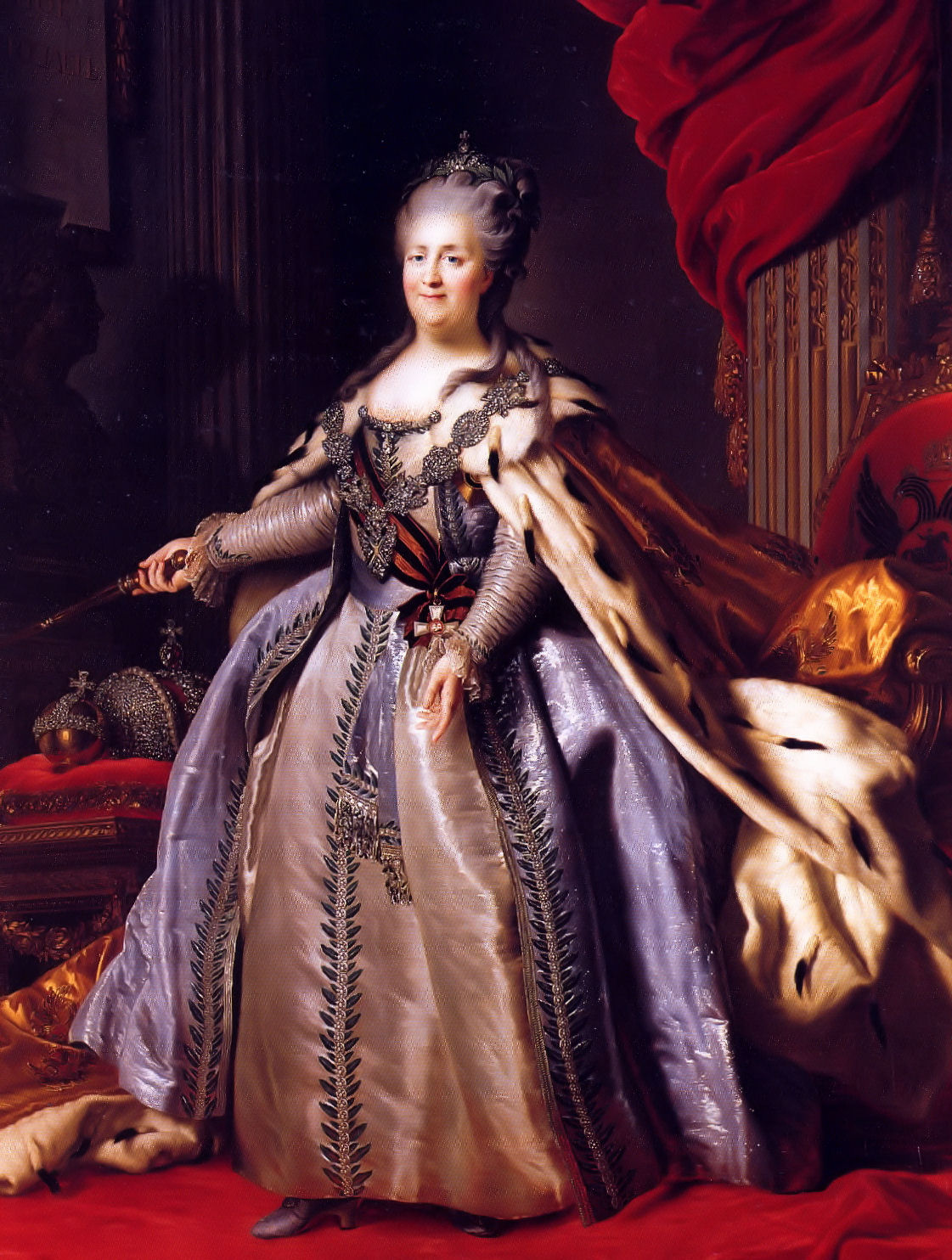
Fyodor Rokotov: Retrato de Catarina II, 1770. Museu Hermitage

O primeiro pintor a ser educado inteiramente fora da Rússia foi Andrei Matveev, que estudou em Flandres e na Holanda por onze anos antes de voltar a seu país. Retornando, tornou-se uma das figuras de proa para a renovação da pintura russa. Ivan Nikitin igualmente foi enviado ao exterior, tornando-se aluno de Tommaso Redi em Florença, e junto com Alexei Antropov, aluno de Louis Caravaque, ilustram a transição entre a tradição dos parsuna e o retratismo tipicamente ocidental.
A ocidentalização se acentua nos reinados subsequentes, e com Catarina II, que era uma francófila, amante das artes e ávida colecionadora, e mantinha correspondência com os iluministas, a pintura recebe um estímulo adicional com a criação do Museu Hermitage e de vários outros. Nesta época o estilo transita do Barroco para o Rococó, e logo mostra sinais da introdução do Neoclassicismo, que já florescia na França. A pintura de molde ocidental já está por esta altura plenamente integrada à cultura das elites. Especialmente o retratismo assume uma simbologia de elogio da nobreza através de posturas e decorações típicas e um novo senso de equilíbrio e decoro. Desenvolve-se o paisagismo e o "grande estilo" da pintura histórica começa a ter influência, junto com a instituição do ensino oficial de artes no país através da fundação em São Petersburgo da Academia das Três Artes Nobres em 1757, logo renomeada por Catarina II para Academia Imperial de Artes, que permanece em atividade até hoje sob o nome de Instituto Acadêmico de Belas Artes, Escultura e Arquitetura de São Petersburgo. A Academia era de fato um departamento do governo incumbido de supervisionar todo o sistema de arte na Rússia, organizando o ensino, distribuindo prêmios e bolsas de estudo, contratando mestres de fora, criando uma coleção própria com obras estrangeiras para ilustração dos alunos e estimulando vigorosamente o Neoclassicismo.
Dmitry Levitsky, Vladimir Borovikovsky, Alexei Belsky, Ivan Argunov, Semyon Shchedrin, Anton Losenko, e principalmente Fyodor Rokotov são os melhores pintores dessa segunda geração de mestres, demonstram originalidade em relação aos seus modelos estrangeiros e evidenciam o altíssimo grau de qualidade a que chega em relativamente pouco tempo a pintura russa de tradição ocidental. Entre os estrangeiros atuantes na Rússia por então se destacam Jean-Baptiste Le Prince, Stefano Torelli, Heinrich Buchholz, Johann Baptist von Lampi, o Velho, Pietro Rotari, Élisabeth-Louise Vigée-Le Brun, Jean-Louis Voille e Louis Caravaque.

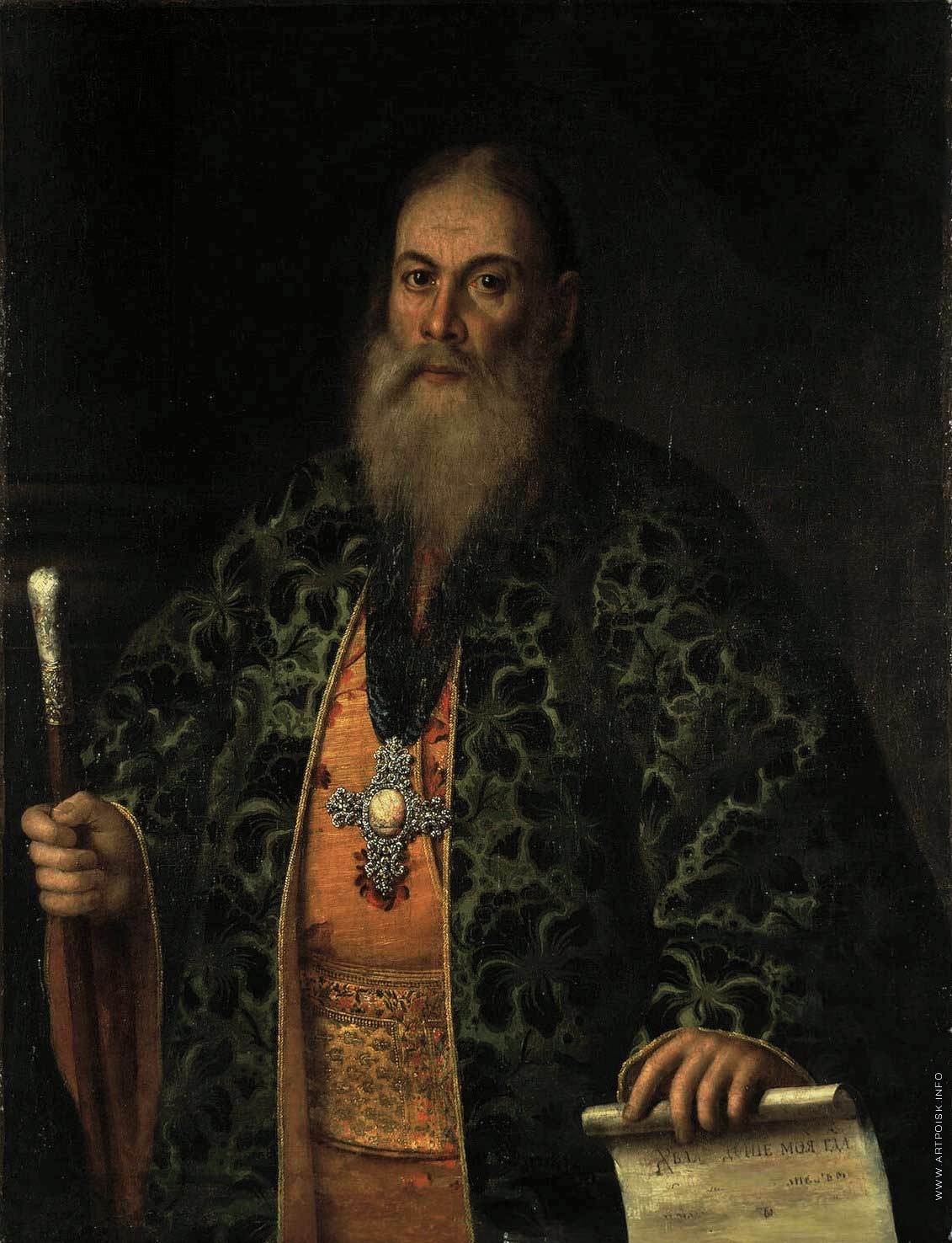
Alexei Antropov: Retrato de Fyodor Dubyansky, 1761, Museu Hermitage
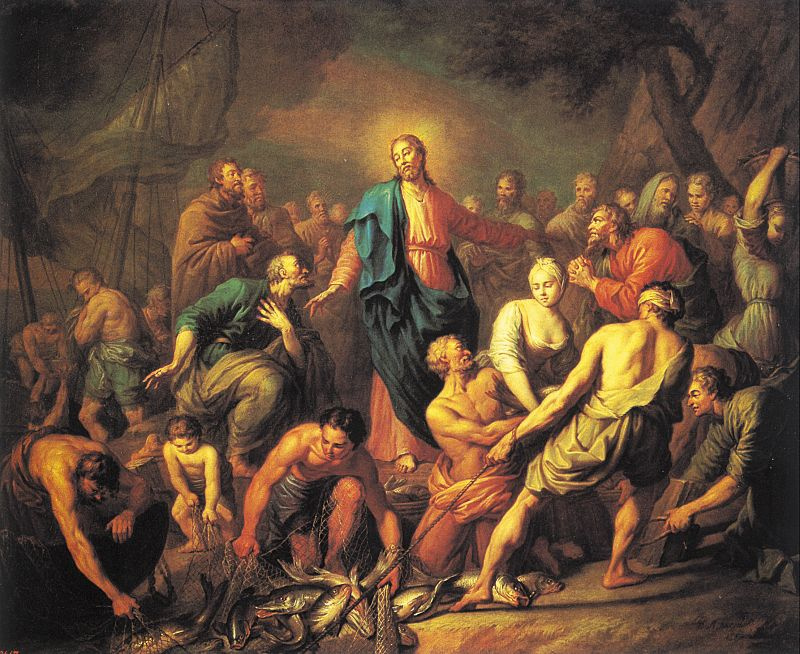
Anton Losenko: A pesca milagrosa, 1762. Museu Russo
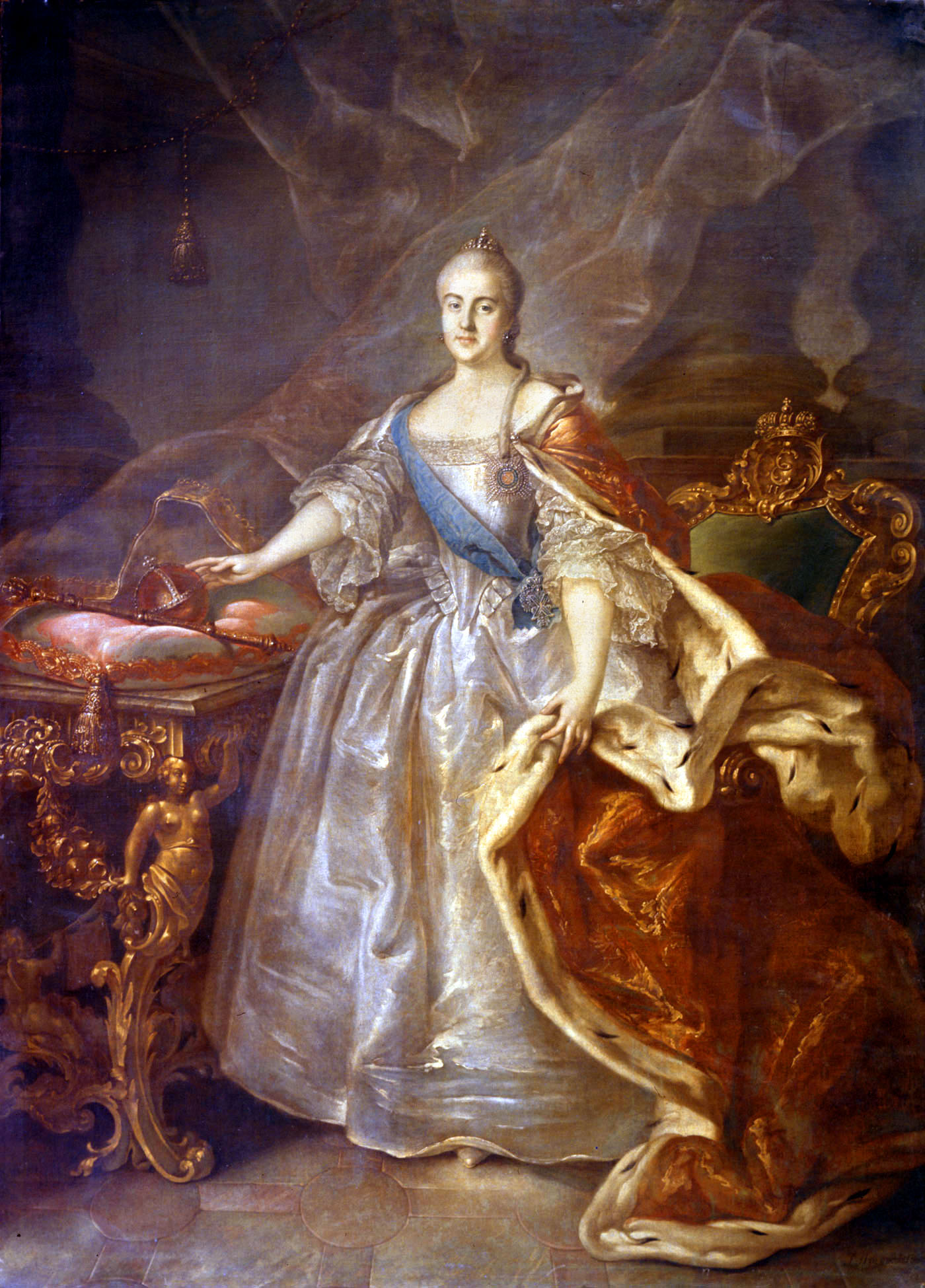
Ivan Argunov: Retrato de Catarina II, 1762. Museu Russo
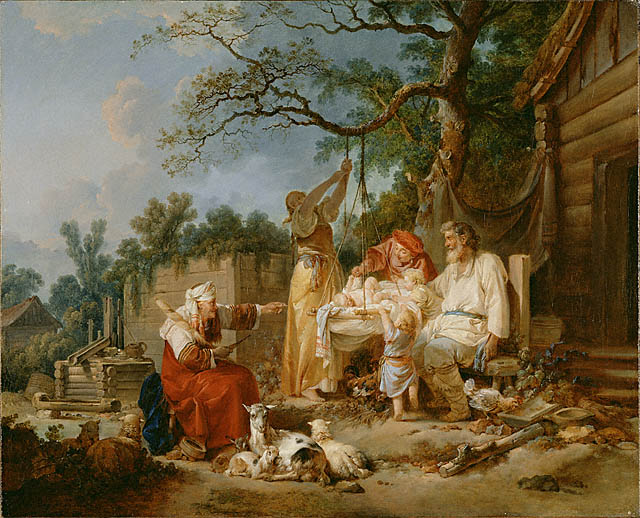
Jean-Baptiste Le Prince: O berço russo, 1764-1765. Getty Museum

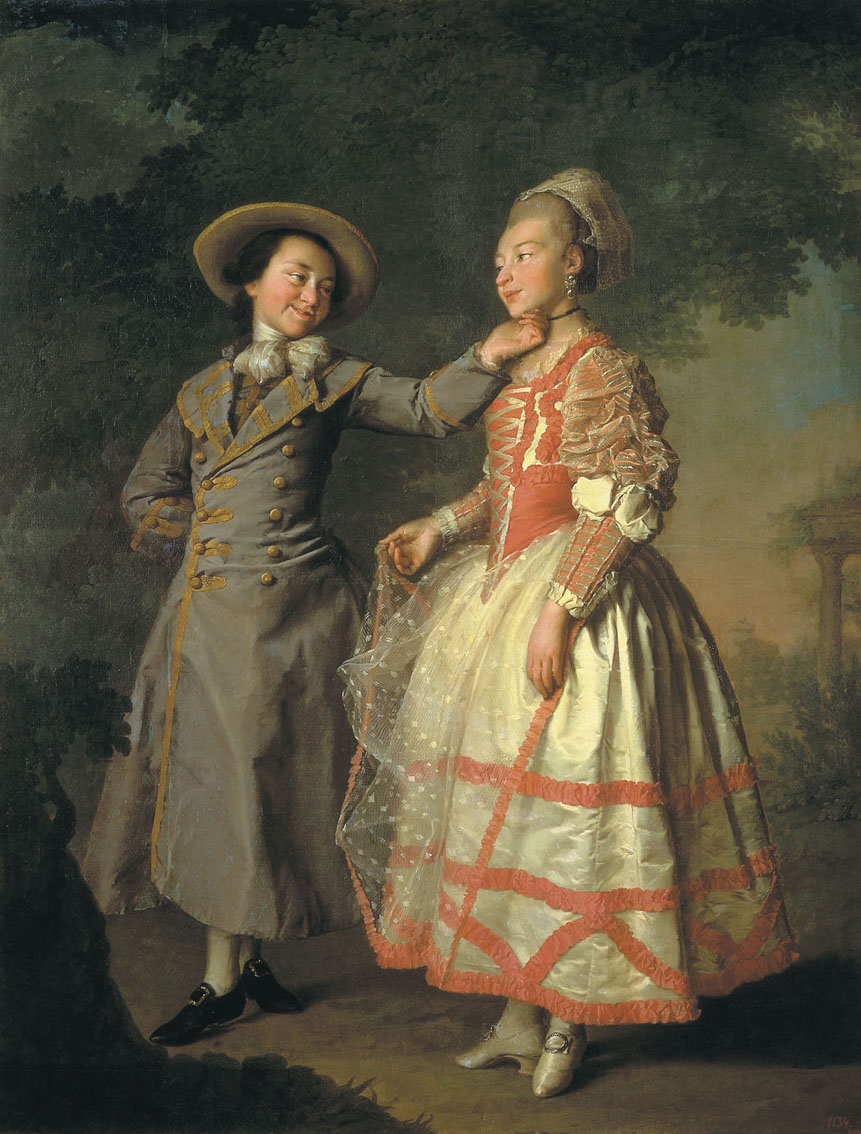
Dimitry Levitsky: Retrato de E. N. Khruschova e da princesa E. N. Khovanskaya. 1773. Museu Russo
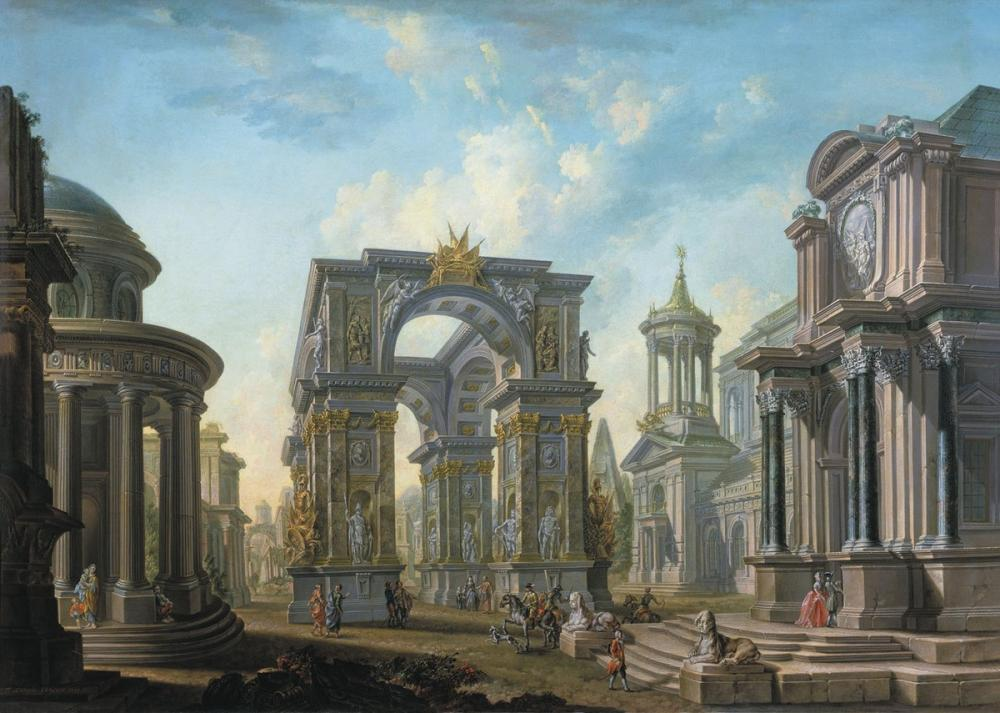
Alexei Belsky: Panorama arquitetural, 1789
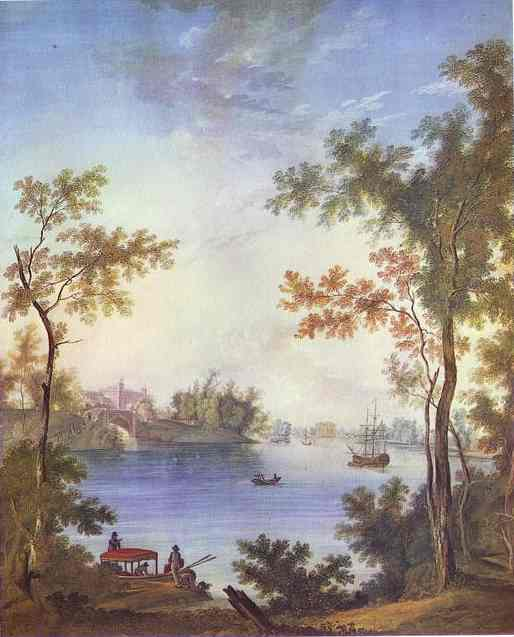
Semyon Schendrin: Vista do Palácio Gatchina a partir do Lago Prateado, 1798
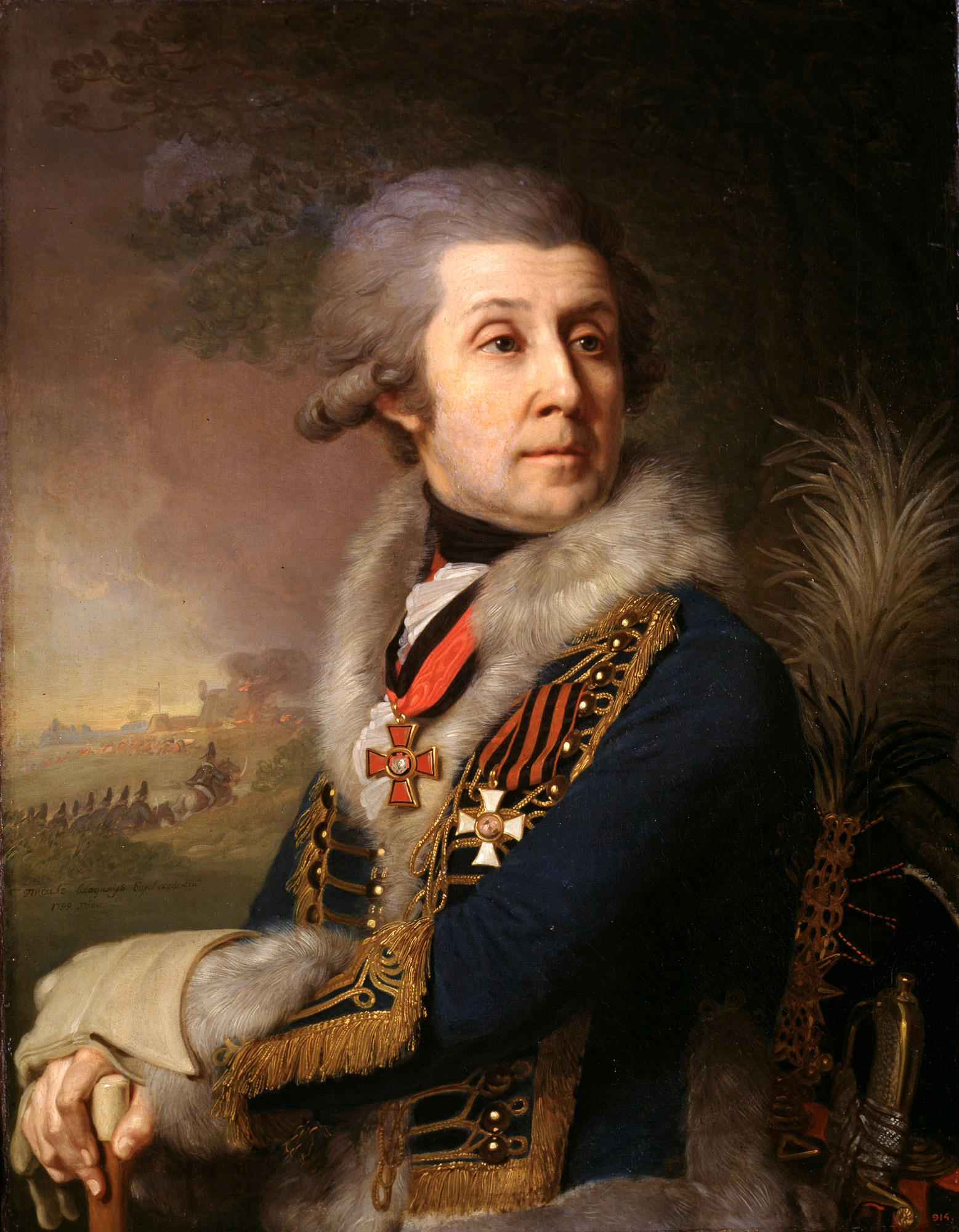
Vladimir Borovikovsky: Retrato de F. A. Borovsky, 1799.

## A nova escola russa

Karl Briullov: Os últimos dias de Pompéia, 1827-1833

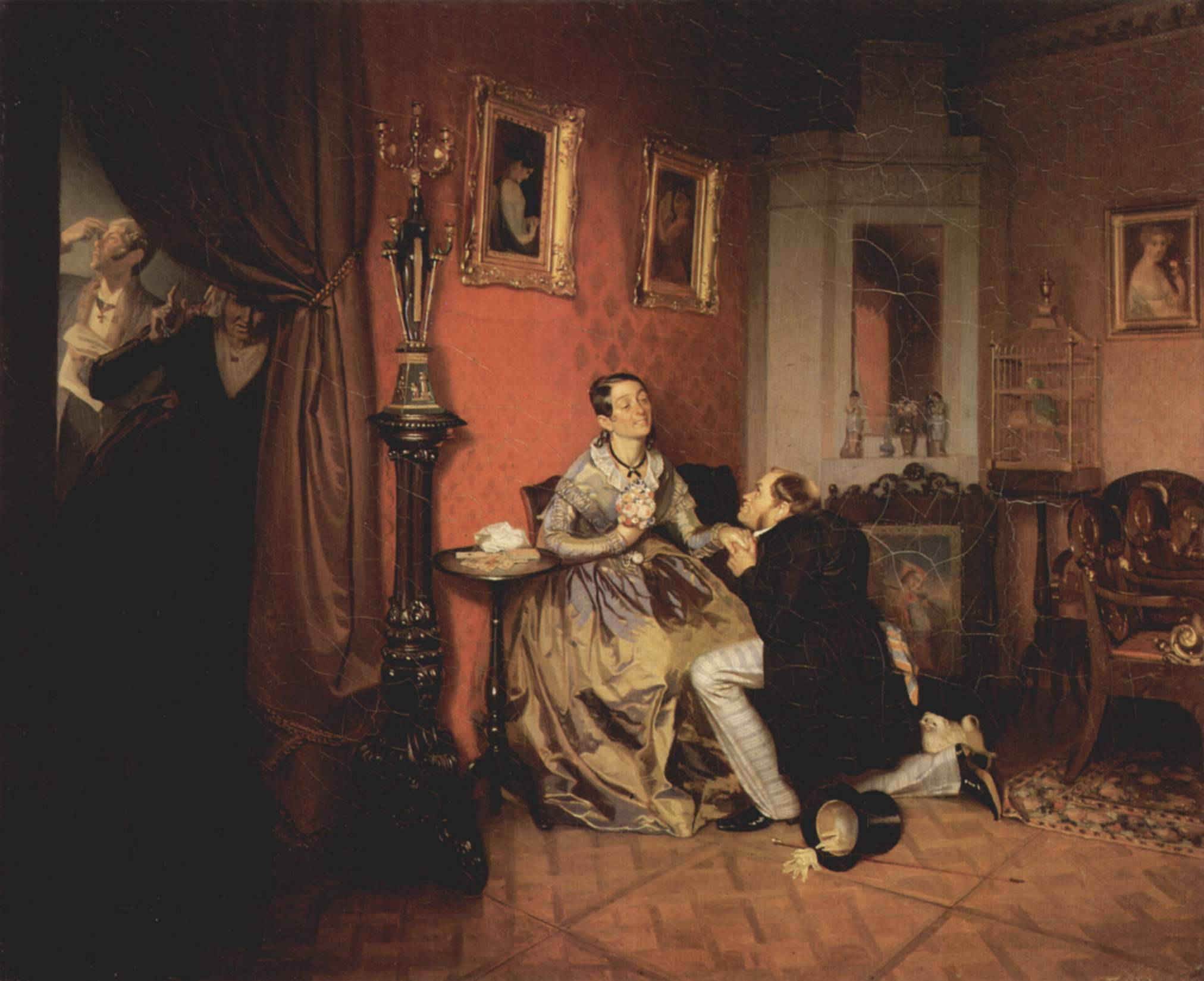
Pavel Fedotov: Casamento difícil, 1847. Galeria Tretyakov

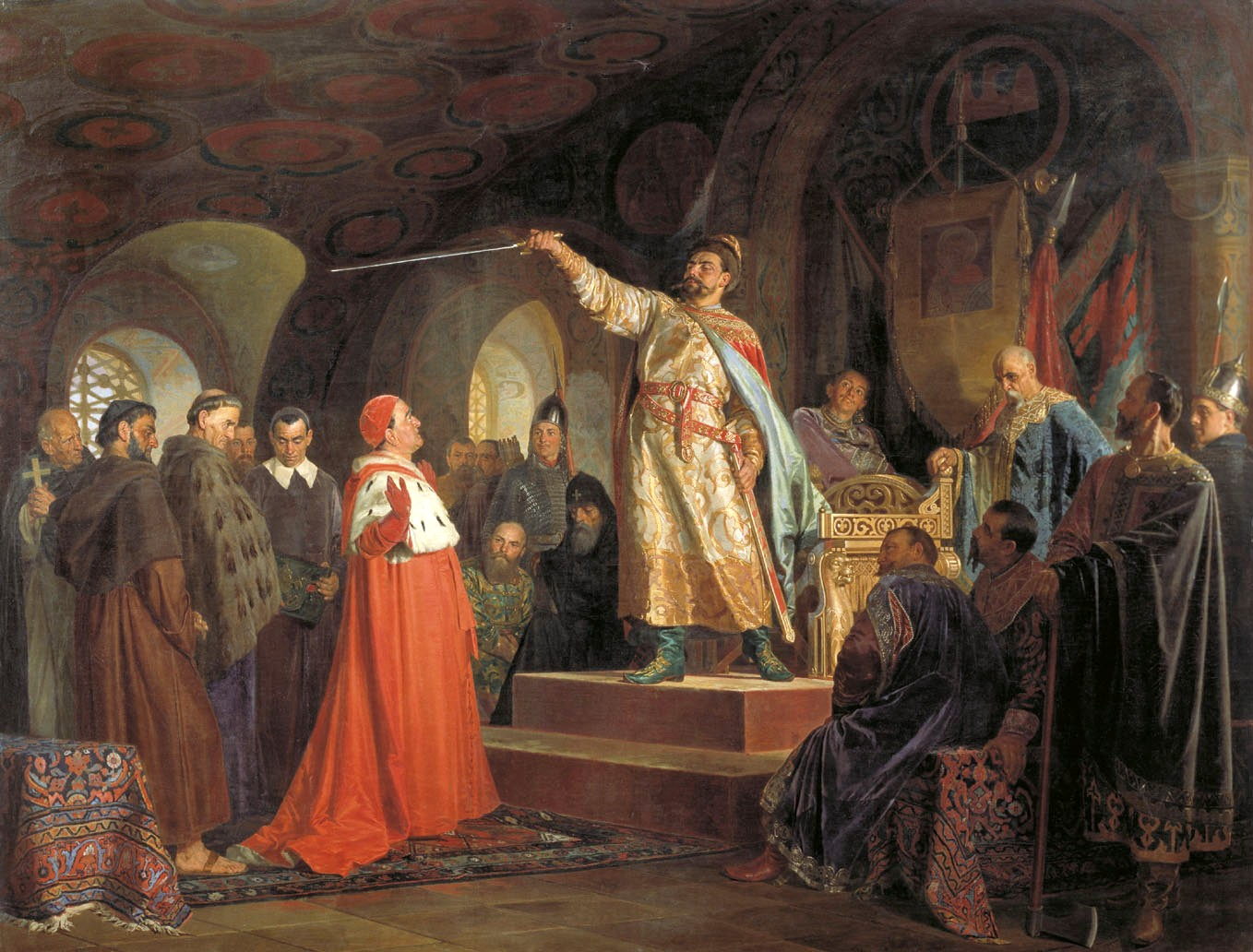
Nikolai Nevrev: Roman o Grande recebe uma embaixada do papa, 1875

O século XIX se caracteriza por significativos avanços estilísticos e ideológicos que levam, depois da importação quase literal de estéticas estrangeiras no século anterior, ao estabelecimento de uma escola de arte genuinamente russa. No início do século a Academia Imperial atinge seu apogeu sob a direção de Alexander Stroganov. O Neoclassicismo também entra em sua fase mais brilhante, sendo a influência mais forte a de Ingres,, mas logo perde sua força e em seguida uma série de novas tendências se sucedem com rapidez - Romantismo, Naturalismo, Realismo, Simbolismo - ao longo de quase todo o século se desenvolvendo lado a lado, fertilizando umas às outras. 
Primeiro surge o Romantismo, advogando uma flexibilização no cânon neoclássico, preferindo retratos intimistas de caracterização psicológica, paisagens mediterrâneas idílicas ou cenas históricas dramáticas, e a arte em geral começa a se espalhar para círculos mais afastados da corte. Karl Briullov, Maxim Vorobiev, Silvester Shchedrin, Vasily Tropinin, Orest Kiprensky e Alexey Venetsianov são nomes principais na transição do modelo neoclássico para o romântico..
Entrementes uma influente porção das classes intermédias, formada principalmente por oficiais do exército, havia tido um choque de sensibilidade ao entrar em íntimo contato com o povo por ocasião das guerras napoleônicas, havia percebido a sua dura realidade e pôde testemunhar o heroísmo dos soldados. A Revolução Francesa, ocorrida poucas décadas antes, também não havia passado despercebida. Algo semelhante já havia perturbado o país na mesma altura, na Revolta Pugachev de 1773-74, que buscara, mas sem sucesso, abolir a servidão. Com essas mudanças na sociedade a vida das classes inferiores se torna um tema mais aceitável para a "grande arte", ainda que de início apenas mal tolerado pelos círculos mais conservadores, e por isso devia ser apresentada de uma forma idealizada, onde a crua realidade dos servos e camponeses fosse diluída e transformada num bucolismo gentil, ou num elogio da bravura quando se referia a sujeitos militares. Também prolifera, pelos mesmos motivos, a chamada pintura de gênero, mostrando cenas domésticas da classe burguesa.
Isso contribui para chamar a atenção para a majestosa geografia do país e os tipos humanos e costumes tipicamente locais, levando o retrato e a paisagem adquirirem uma ênfase gradativamente mais objetiva e naturalista. Por outro lado, os temas da história da Rússia, suas batalhas e figuras centrais, a vida dos antigos boiardos, a mitologia e religiosidade populares, também são o centro de um novo interesse que busca reconstruir visualmente a vida nacional de tempos passados, através de uma interpretação já tingida pelo Romantismo e pela onda medievalista que coloria toda Europa.
No campo da literatura intelectuais como Nikolay Dobrolyubov e Nikolay Chernychevsky disseminavam idéias populistas revolucionárias e diziam que a arte não deveria apenas refletir a realidade, mas também explicá-la e julgá-la, e os pintores passam a sentir que a arte devia servir a algo mais que a afirmação da supremacia da classe dominante ou o retrato ameno e descompromissado do cotidiano popular, e sim ser usada como instrumento de educação moral e social de um público mais vasto, significando que emergia uma arte de crítica social de caráter realista e que os pintores desejavam poder trabalhar sem a direção da Academia.
Todos esses fatores abrem o caminho para a aparição, em meados do século, de um nacionalismo artístico que representa o primeiro momento de real originalidade na pintura russa desde a consolidação das escolas de ícones medievais. Assim, o principal foco temático da pintura mais avançada desse período se desloca para o povo e a paisagem russa. 

Ivan Kramskoi: Retrato de Ivan Shishkin, 1873. Galeria Tretyakov

Enquanto isso, a Academia Imperial permanecia atada a convenções rígidas e preferia temáticas da história e mitologia clássica, paisagens italianizantes ou retratos convencionais da nobreza, continuando a tradição mais rigorosa do Academismo, que já mostrava dar sinais de defasagem, mesmo que ainda houvesse mestres de grande talento entre suas fileiras, como Alexander Litovchenko, e acadêmicos estrangeiros visitantes como Franz Xaver Winterhalter e Carl Timoleon von Neff deixassem no pais obras-primas, especialmente no campo do retratismo.
A Academia, dada sua íntima ligação com o poder constituído, não poderia abraçar uma causa que era em essência populista e burguesa, mesmo que ela fosse apoiada pelo influente crítico Vladimir Stasov e entre os novos artistas não se percebesse rebaixamento de qualidade técnica em relação à grande pintura oficial. Mas insatisfeitos com os rumos em que a Academia persevera, em 1863 treze artistas, liderados por Ivan Kramskoi, a abandonam para seguir uma carreira independente, sendo então conhecidos como Peredvizhniki (Itinerantes) e formando a Sociedade de Exposições Itinerantes, que teve enorme sucesso e lhes franqueou um público muito mais amplo.
Nos primeiros 25 anos de atividade a associação atrairia a adesão dos principais artistas russos, produziria mais de 3 mil obras e atingiria um público de um milhão de pessoas em cerca de 15 cidades. Não só a pintura profana foi afetada pelas inovações dos Itinerantes. Também a arte sacra de Mikhail Vrubel, Ivan Kramskoi e Nikolai Ge mostrou a assimilação de seus princípios. Sua influência foi tanta que obrigou a própria Academia a revisar suas posições, abrindo-se gradualmente à nova tendência, a que se deu o nome de Realismo Ideológico, e mais tarde contratando alguns de seus membros como professores. A Sociedade lutou por uma arte nacionalista que fosse também uma arma na denúncia das injustiças sociais; foi o fulcro das vanguardas do momento até que ela mesma, já conquistando a aceitação de seus ideais pela Academia, começasse a se enrijecer, banindo as experimentações mais radicais do Modernismo, mas dando base para a formação subsequente do Realismo Socialista depois da Revolução Russa de 1917. Entre seus membros mais notáveis estavam Ilya Repin, Arkhip Kuindzhi, Mikhail Clodt, Isaac Levitan, Nikolai Yaroshenko, Ivan Shishkin, Rafail Levitsky, Abram Arkhipov, Viktor Vasnetsov, Nikolay Kasatkin, Vassily Maximov, Grigoriy Myasoyedov, Vasily Perov, Nikolai Bogdanov-Belsky, Illarion Pryanishnikov, Vasily Surikov, Konstantin Savitsky e Valentin Serov.

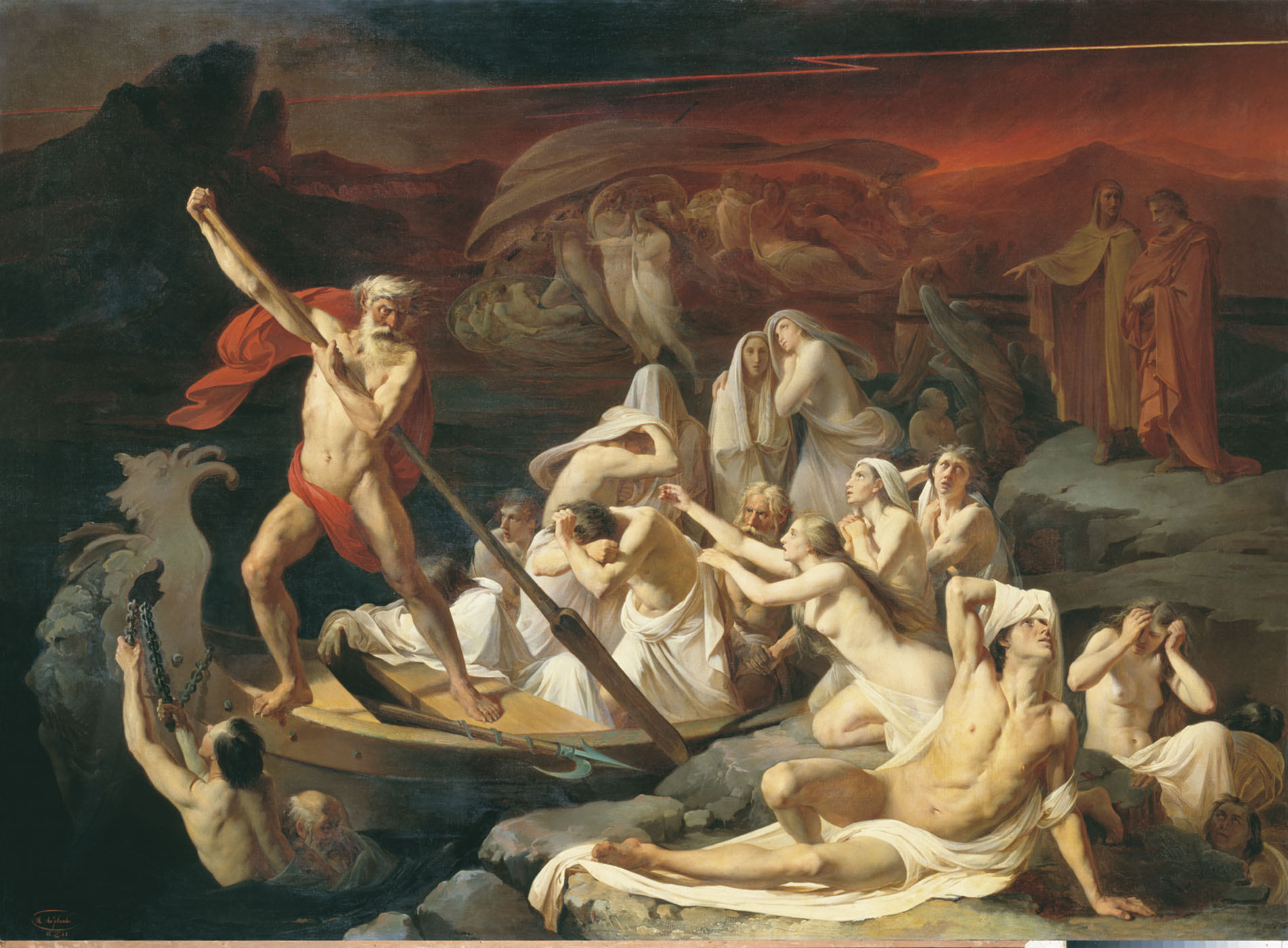
Alexander Litovchenko: Caronte transporta os mortos para a outra margem do Estige, 1861
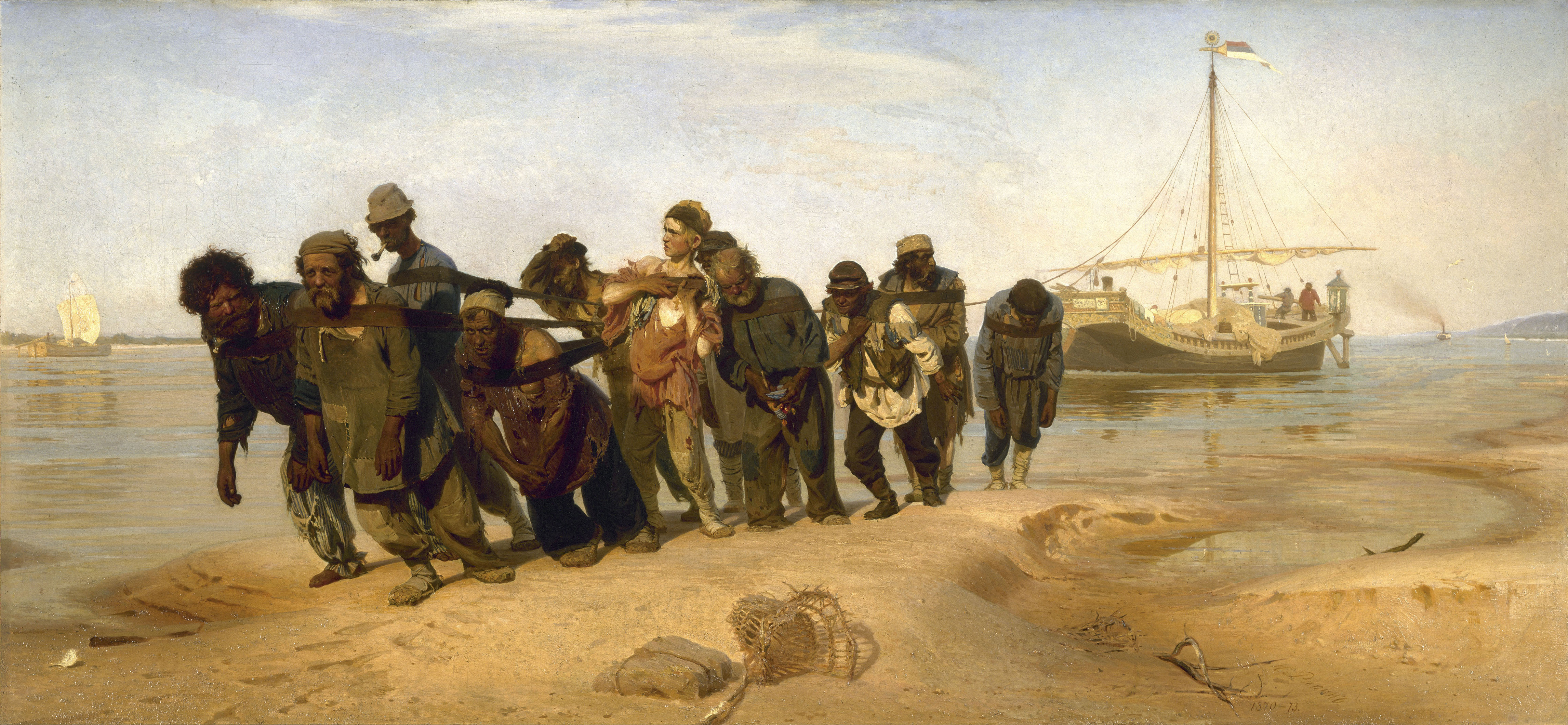
Ilya Repin: Barqueiros do Volga, 1870-73. Museu Russo
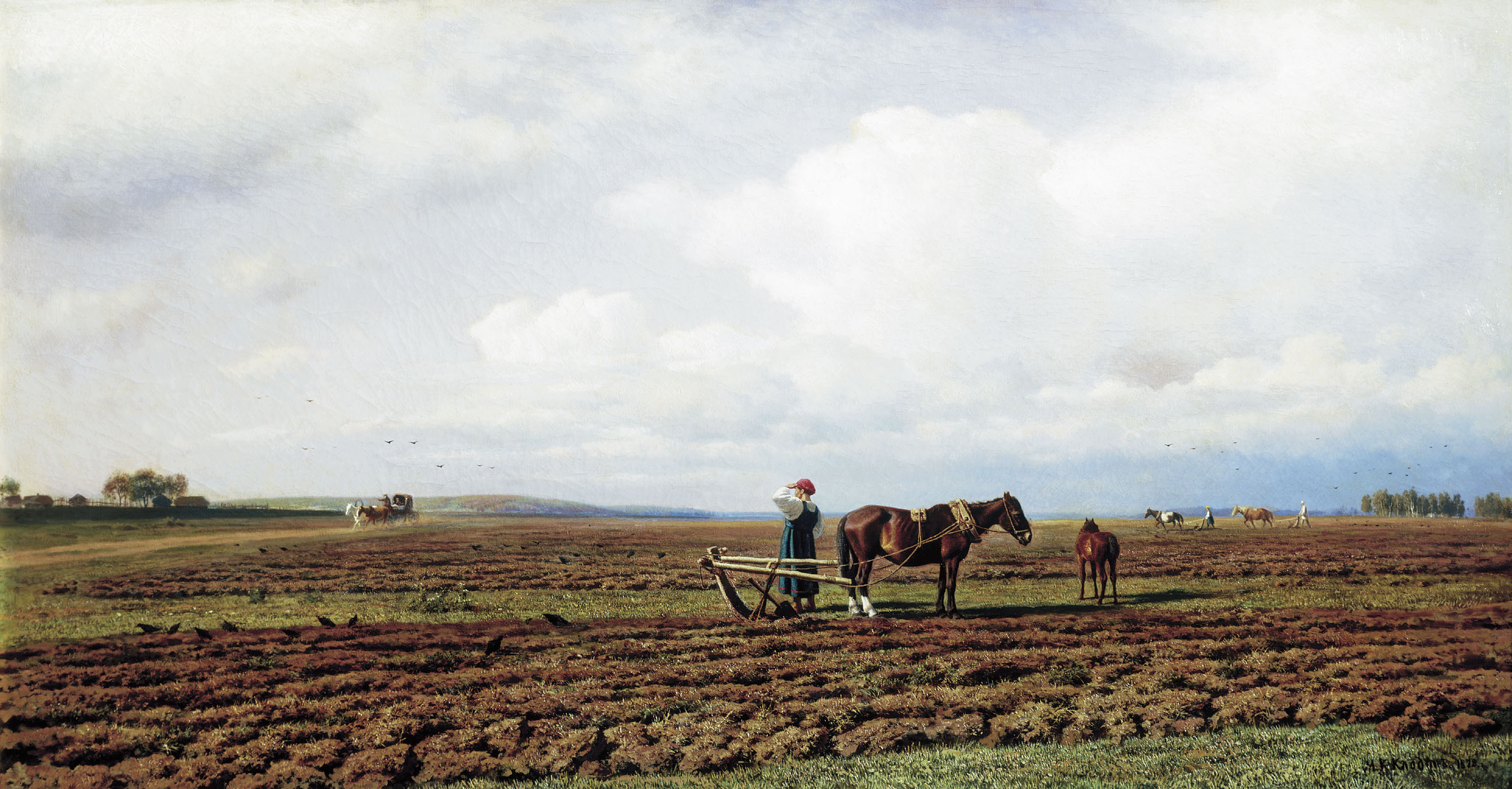
Mikhail Clodt: Nos campos, 1872
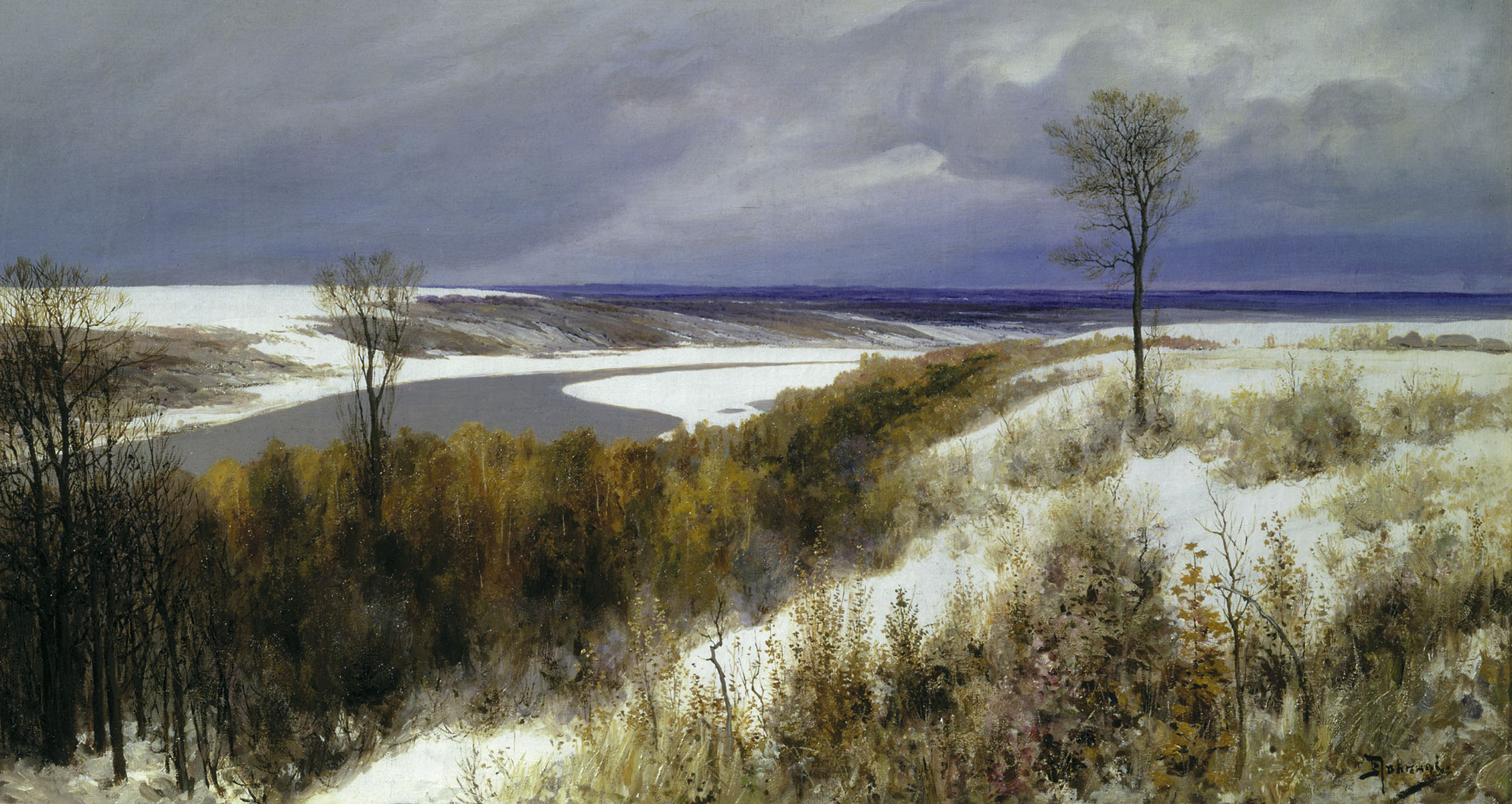
Vasily Polenov: Primeira neve, c. 1870-80

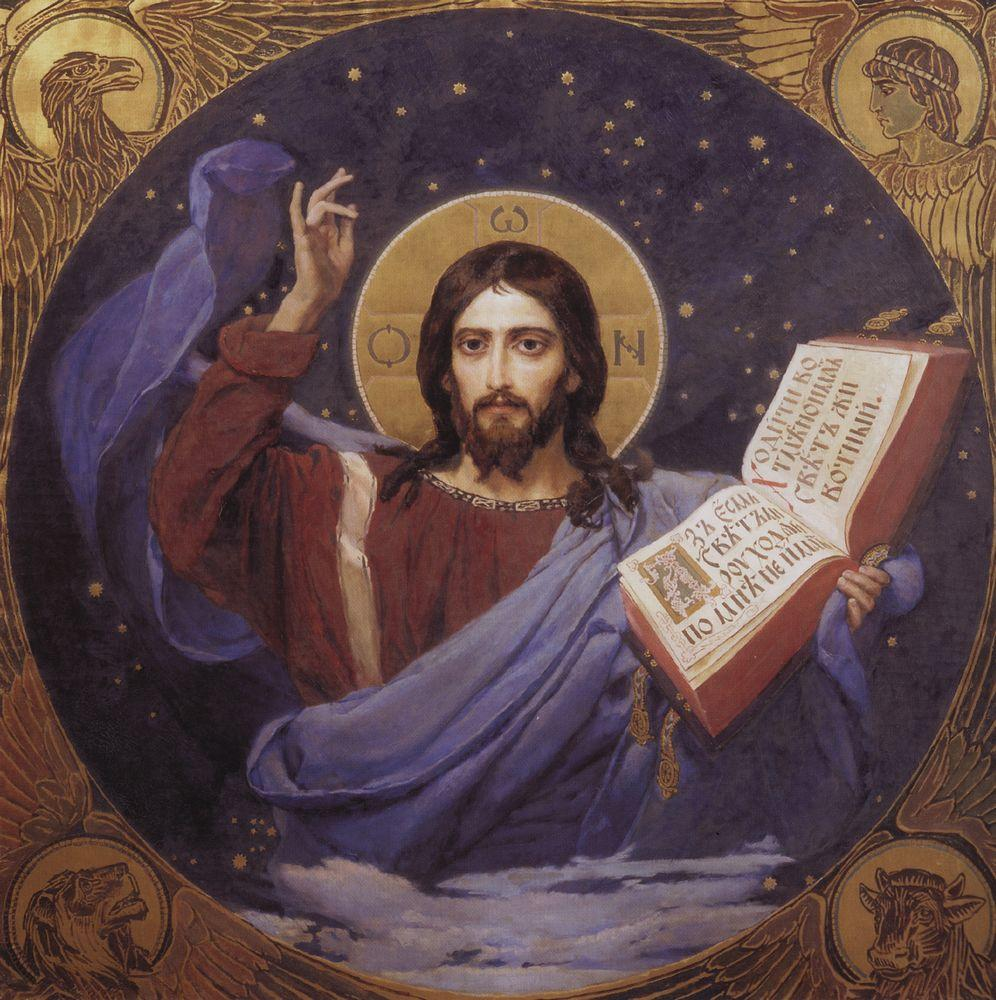
Viktor Vasnetsov: Cristo Todo-poderoso, 1885-1896
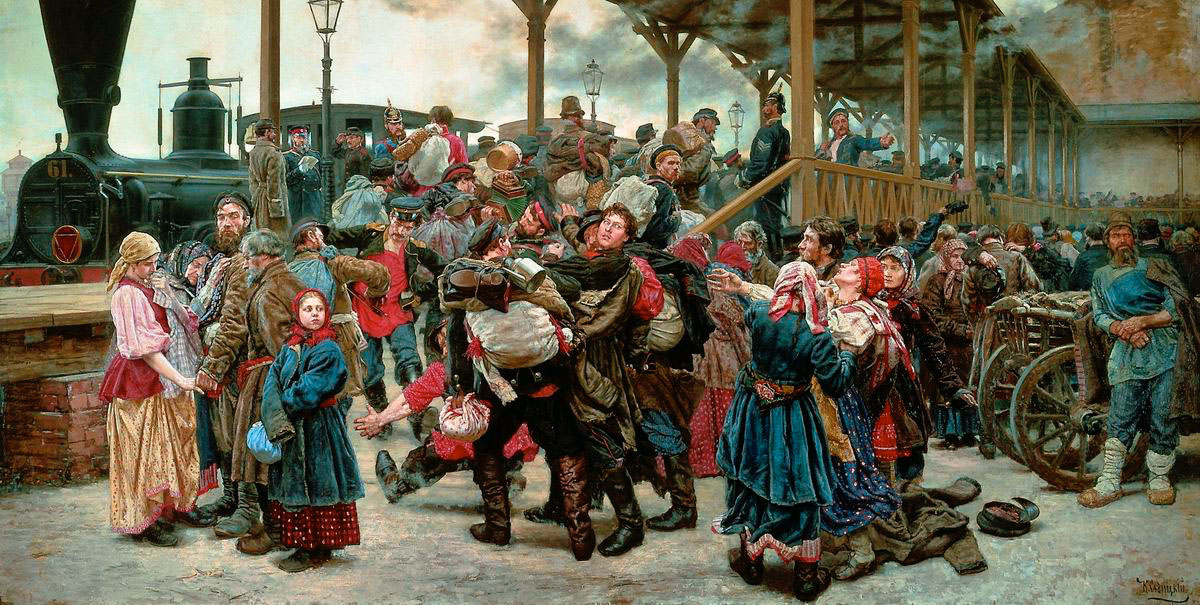
Konstantin Savitsky: Indo para a guerra, 1888
Ivan Shishkin: Chuva na floresta, 1891
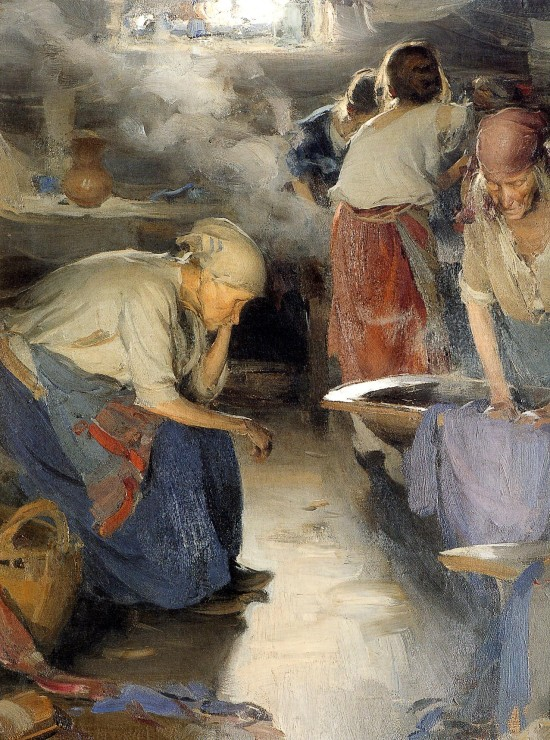
Abram Arkhipov: As lavadeiras, c. 1901. Galeria Tretyakov

## Modernismo
No início do século XX a cultura russa se encontra em um estado de febril efervescência, influenciada pelos movimentos modernistas que aconteciam em outros países. Adotando estilos progressistas como o Simbolismo e o Impressionismo, ou revendo estilos históricos no Neoprimitivismo, Neogótico e Neo-romantismo, artistas como Mikhail Vrubel, Alexander Benois, Leon Bakst, Konstantin Bogaevsky, Nikolay Krymov, Viktor Borisov-Musatov, Fedor Vasilyev, Pyotr Subbotin-Permyak, Natalya Nesterova, Isaac Levitan, Valentin Serov, Vasily Denisov, Konstantin Korovin, Mikhail Nesterov e Abram Arkhipov criaram uma ponte entre a figuração acadêmica e a visualidade moderna, incluindo importantes mudanças na técnica pictórica.
Ao mesmo tempo, grupos importantes como o Mir iskusstva (Mundo da Arte, também o nome da influente revista editada por eles) atacavam a obsolescência dos Itinerantes e o caráter antinatural da sociedade industrial, e promoviam a individualidade criativa e o espírito Art Nouveau sob uma bandeira Positivista. E desejando fazer a arte acessível a todos, escolhiam materiais mais baratos como o guache e a aquarela e reduziam a escala de seus trabalhos. O grupo logo se dissolveu e foi substituído pela União de Artistas Russos, para depois reaparecer com o antigo nome.

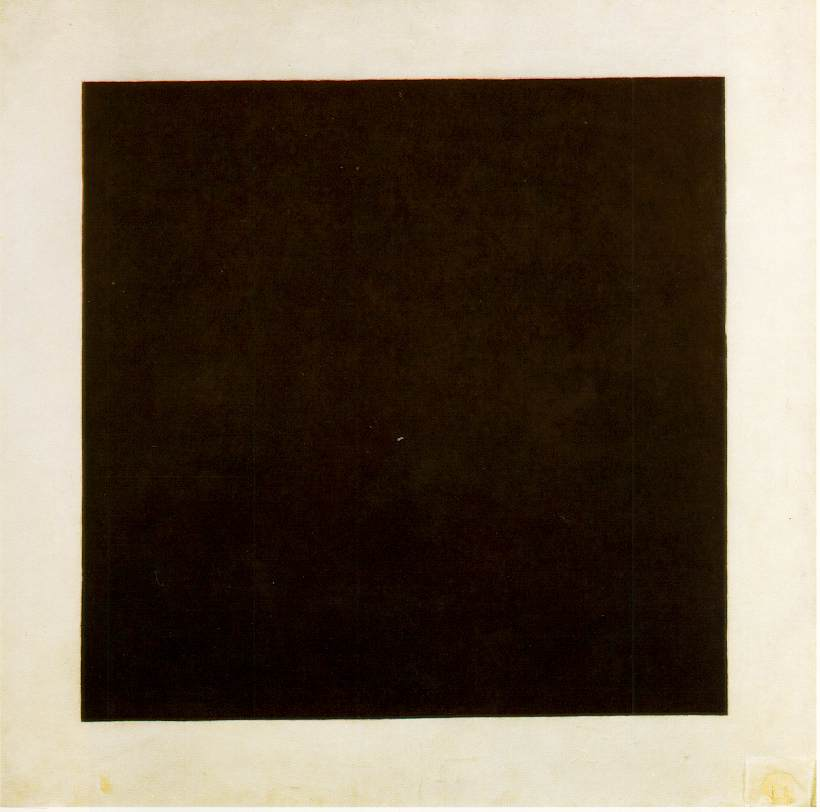
Kazimir Malevich: Quadrado negro sobre fundo branco, 1913. Museu Russo

Logo o Cubismo, Expressionismo e Futurismo também penetram na Rússia onde, combinados aos elementos nacionalistas que já haviam aparecido pouco antes, levaram localmente à formulação em torno de 1910 de uma nova estética que se convencionou chamar de Vanguarda Russa, um termo amplo para englobar todos esses movimentos que mantinham relações íntimas e mutuamente fecundas. É nesse momento que a pintura russa dá uma contribuição vital à arte de todo ocidente através das experiências abstratas do Expressionismo abstrato, do Raionismo e do Construtivismo, cujos maiores nomes na pintura foram Wassily Kandinsky (a quem se atribui as primeiras pinturas inteiramente abstratas jamais produzidas na arte ocidental); Mikhail Larionov e Natalia Goncharova; Vladimir Maiakovski, Alexander Rodchenko, Varvara Stepanova,Vladimir Tatlin, Lyubov Popova e El Lissitzky.
Contudo, a proposta mais arrojada nesse sentido foi a dos suprematistas, que levaram a abstração geométrica a extremos de simplificação em obras radicais como Quadrado negro sobre fundo branco, um dos marcos da arte moderna ocidental, cujo autor foi Kazimir Malevich, líder do grupo. Outros participantes foram Aleksandra Ekster, Olga Rozanova, Nadezhda Udaltsova, Anna Kagan, Ivan Kliun, Liubov Popova, Nikolai Suetin, Ilya Chashnik, Lazar Khidekel, Nina Genke-Meller, Ivan Puni e Ksenia Boguslavskaya. A recepção de tais obras pelo grande público, para o bem e para o mal acostumado à arte acadêmica ou pelo menos de um modernismo moderado, não foi plácida, e Malevich expressou a decepção popular comentando que "perderam tudo o que amavam - estão num deserto, diante de um quadrado negro sobre fundo branco". Todos esses movimentos modernistas não obstante buscavam, para além de uma nova sensibilidade, uma arte que tivesse positiva função social, livre das convenções da arte burguesa, e por isso quando eclodiu a Revolução de 1917 eles foram de início apoiados pelo governo revolucionário através de Anatoly Lunacharsky, que encabeçava o Comissariado Popular de Educação, e por movimentos literários que desejavam colocar a arte a serviço do proletariado, como o Proletkult.
Como consequência, os primeiros dez anos da Revolução originaram um extraordinário e audacioso movimento de vanguarda em todas as artes russas, onde os artistas tiveram ampla liberdade de ação, o debate sobre o novo papel das artes permanecia candente e a tônica foi o experimentalismo. Mas esse período de liberdade não durou muito e logo o suporte oficial cessou. O Partido Comunista estava firmemente instalado no poder, tendo sobrevivido a tentativas de restauração da monarquia, e se considerou necessário criar novas regras para a arte nacional. Em 1928 todas as instituições culturais independentes foram fechadas, Lunacharsky foi destituído e se iniciou a elaboração de um novo programa oficial para a cultura russa.

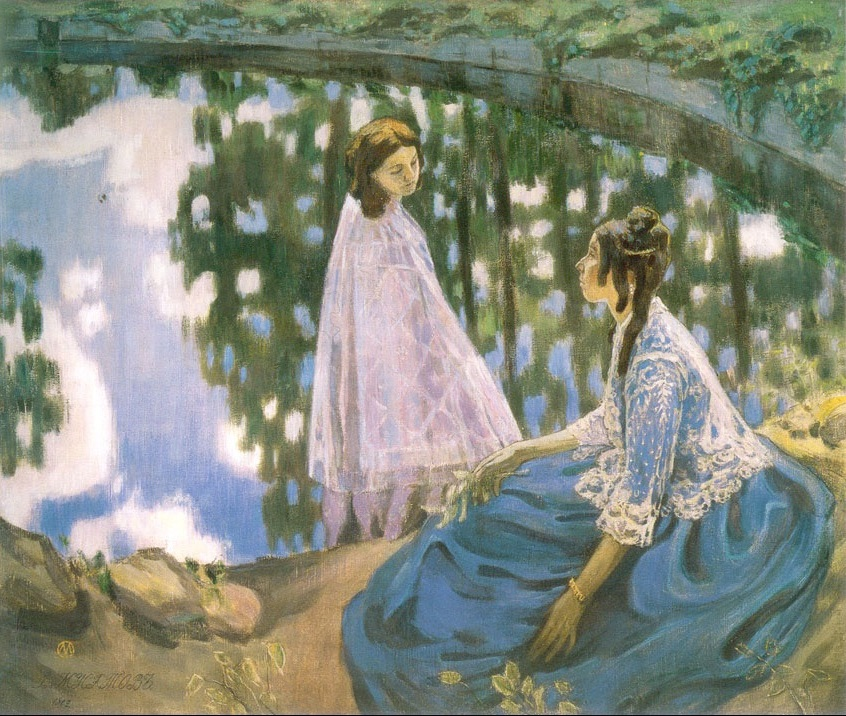
Viktor Borisov-Musatov: O lago, 1902. Galeria Tretyakov
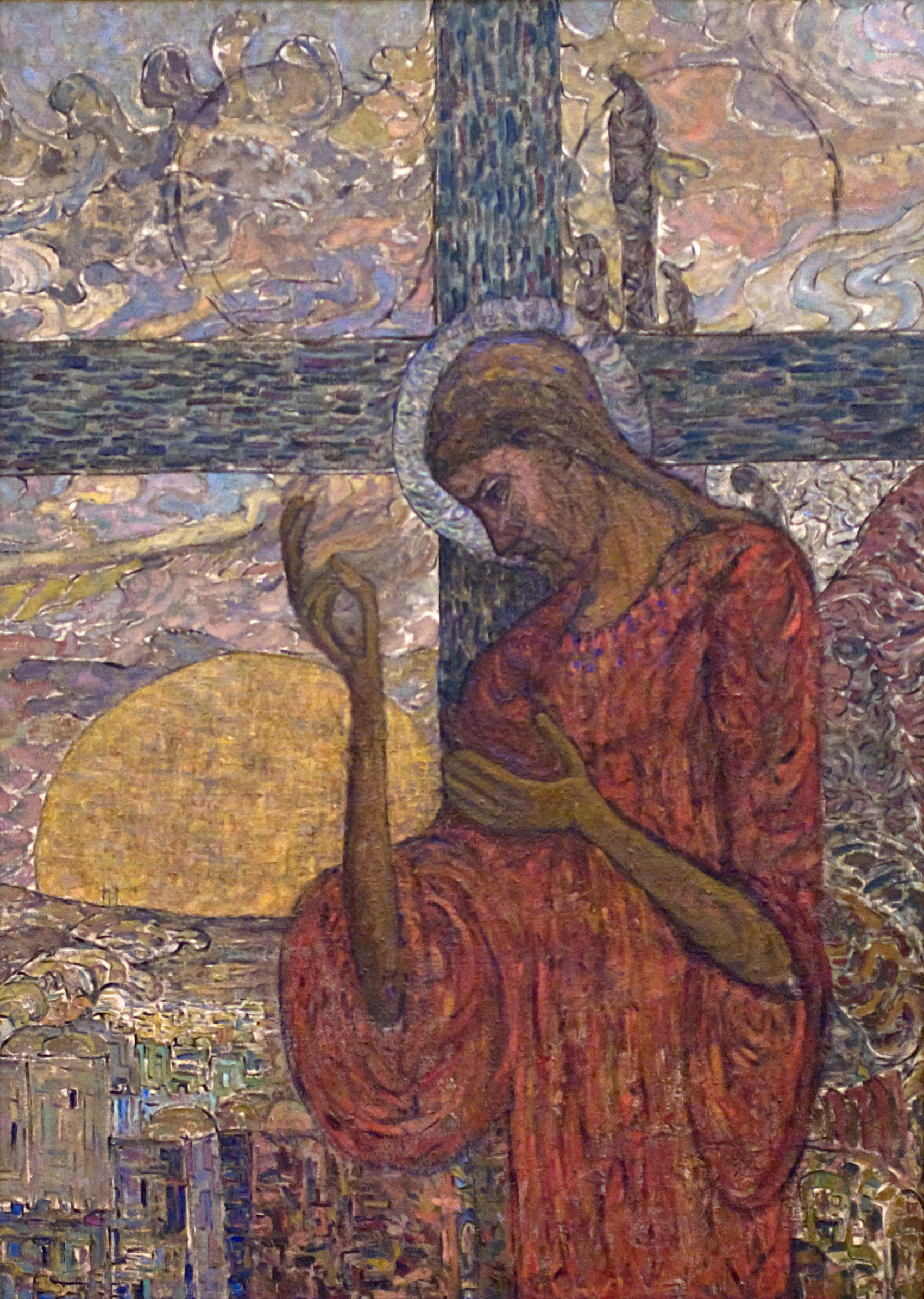
Vasily Denisov: Dor, 1904. Museu Russo
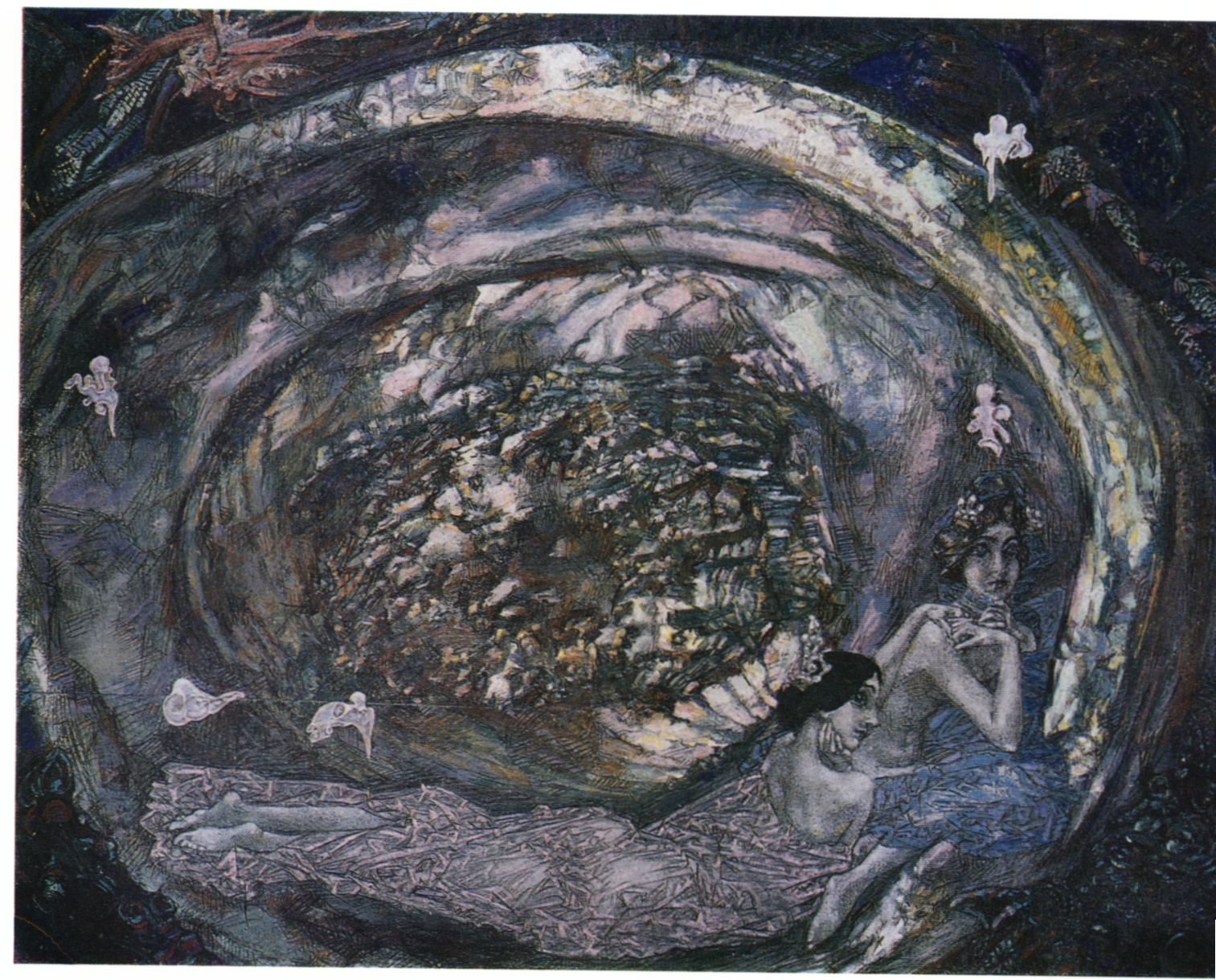
Mikhail Vrubel: Madrepérola, 1904. Galeria Tretyakov
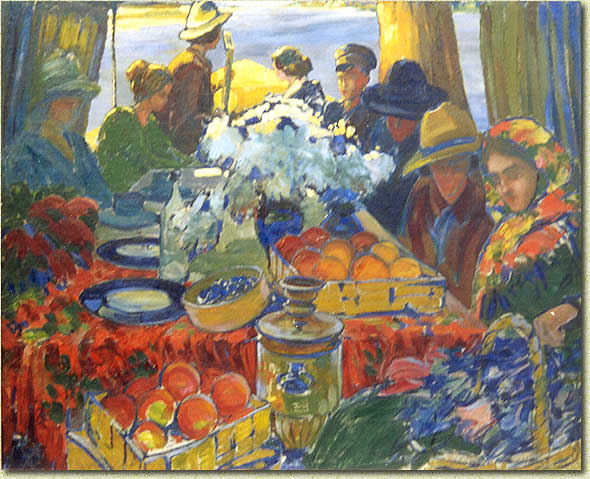
Pyotr Subbotin-Permyak: Indo pelo rio, 1918.

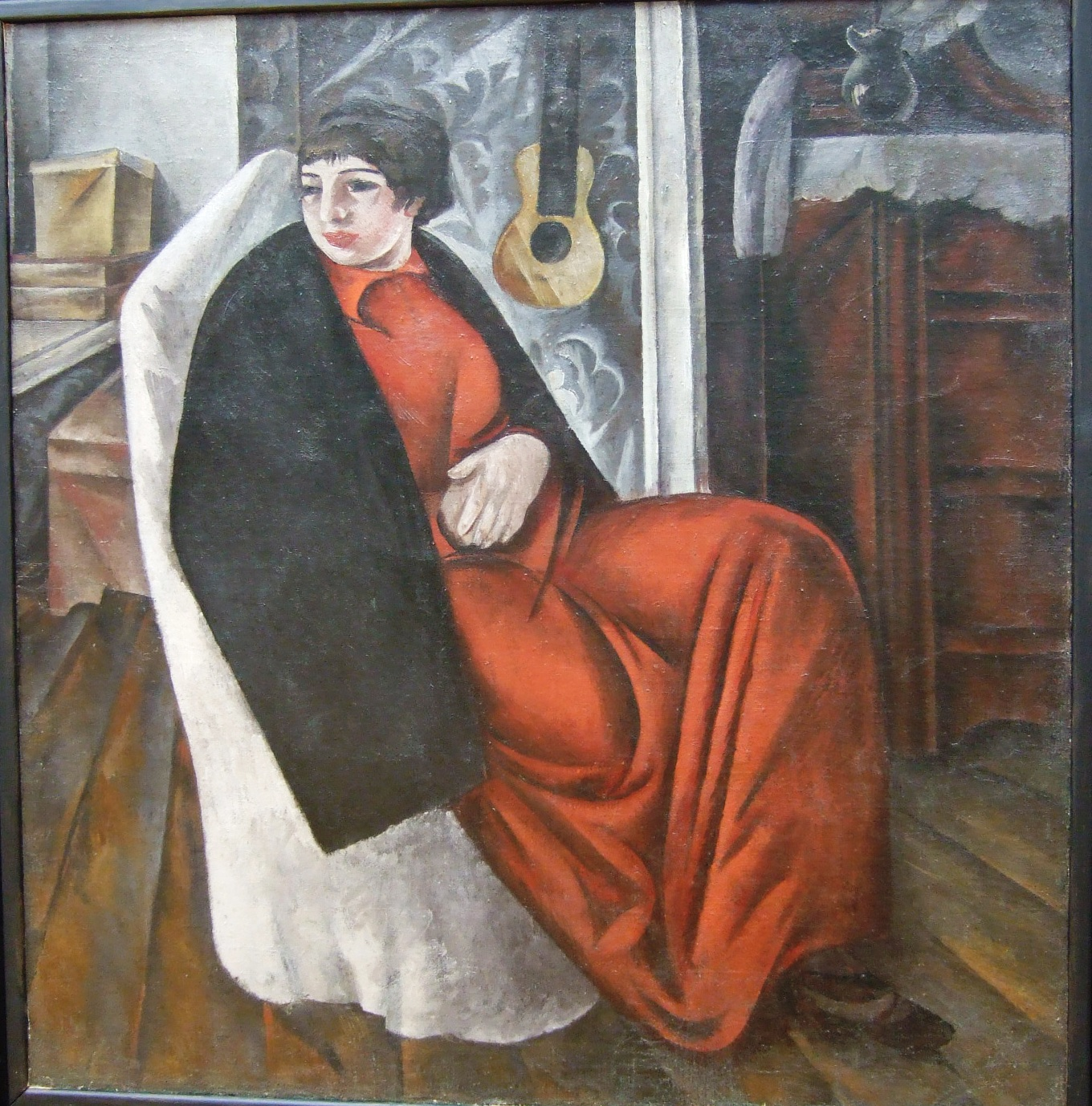
Alexander Shevchenko: Mulher em vermelho. Museu Russo
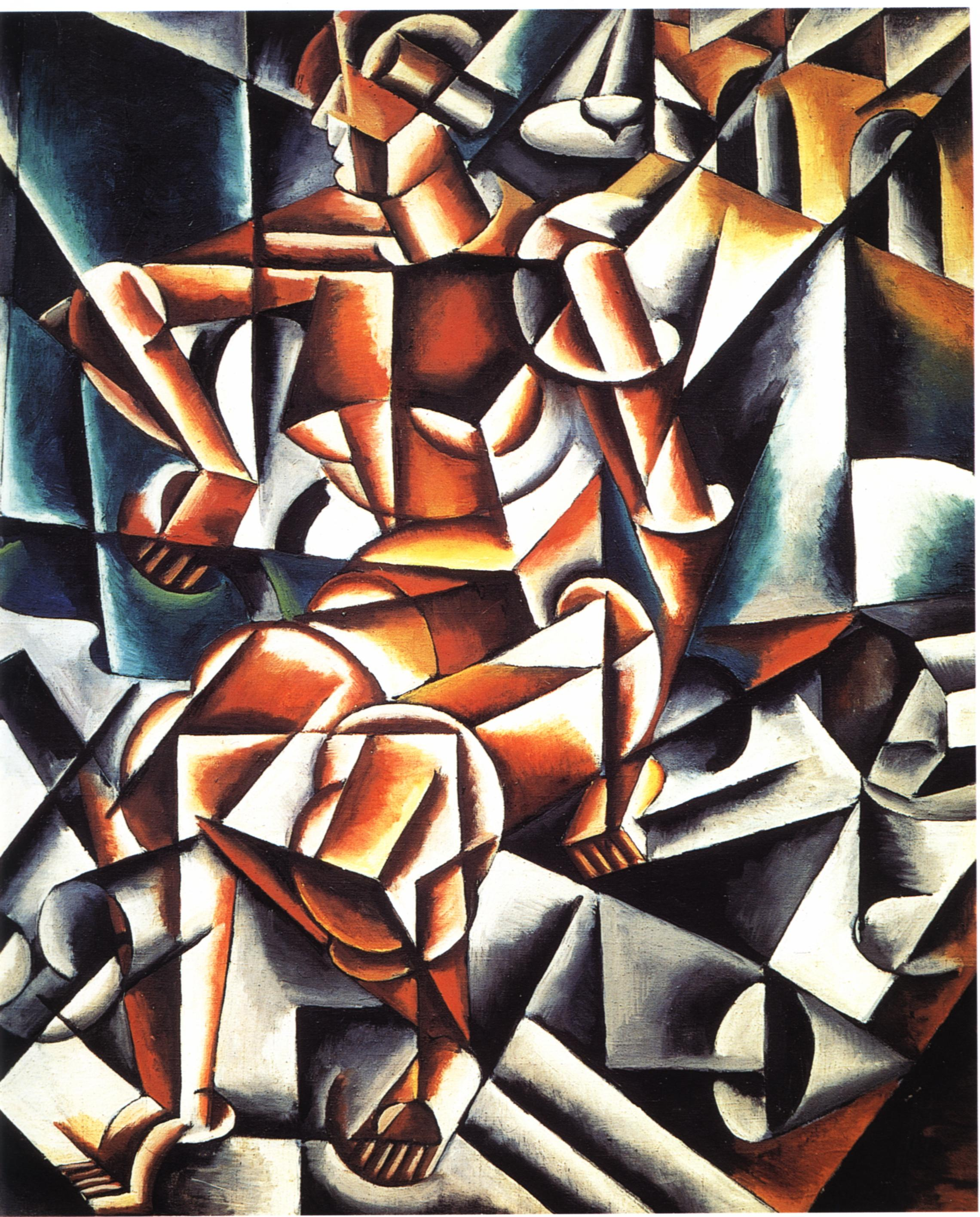
Liubov Popova: Ar+Homem+Espaço, 1912
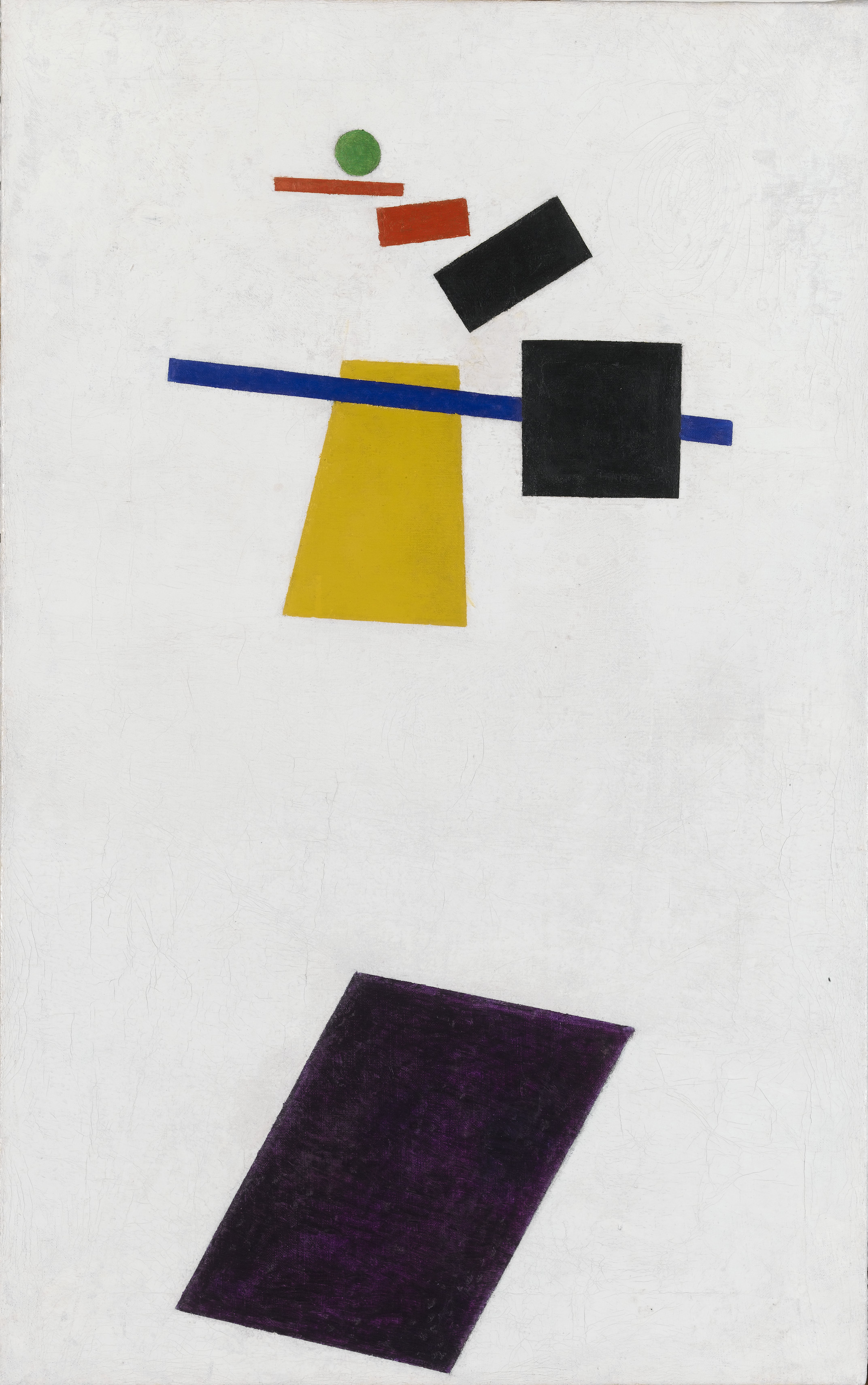
Kazimir Malevich: Suprematismo - Jogador de futebol na quarta dimensão, 1916. Stedelijk Museum
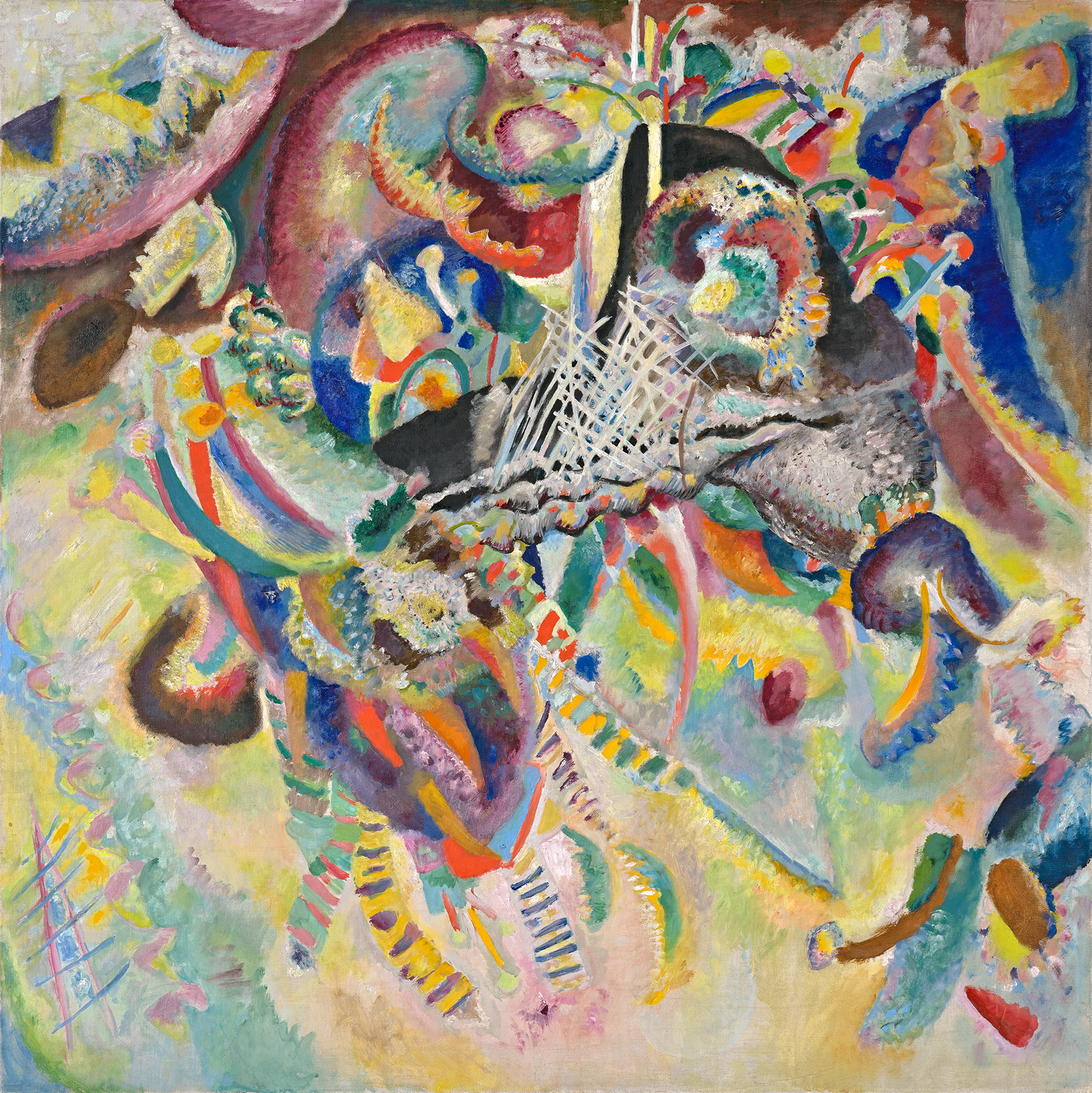
Wassily Kandisnly: Fuga, 1916. Fundação Beyeler

## O Realismo Socialista
Enquanto os ideais revolucionários encontraram paralelo nas inovações artísticas - que realmente fizeram uma outra revolução por si mesmas - a arte modernista encontrou apoio, mas uma vez firmemente estabelecido o novo regime elas passaram a ser postas sob suspeita por terem surgido antes da Revolução e possivelmente também elas seriam uma forma de arte decadente e burguesa. Por outro lado muitos membros do Partido Comunista não apreciavam as estéticas modernistas, o que em parte ecoava a rejeição da população em geral aos estilos abstratos, que poucos de fato compreendiam e por isso não tinham utilidade como ilustração doutrinária. Sintomaticamente, a última exposição de vanguarda aconteceu em Leningrado entre novembro de 1932 e maio de 1933. Nela Malevich mostrou obras figurativas muito esquematizadas, pessoas privadas de rosto contra paisagens vazias.

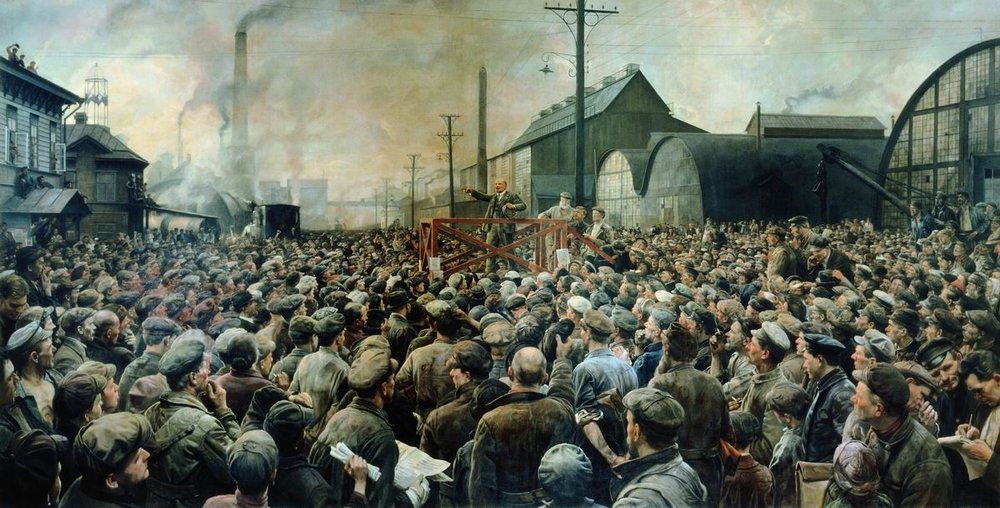
Isaak Brodsky: Lenin na fábrica Putilov em maio de 1917, 1929

Essa nova política se tornou oficial em 1932 quando Stalin promulgou o decreto "Sobre a Reconstrução das Organizações Literárias e Artísticas", e suas diretrizes foram impostas muitas vezes com violência para todos, os resistentes sendo severamente punidos.
Tais restrições ocasionaram uma fuga de muitos intelectuais e artistas para outros países, e os que permaneceram foram continuamente hostilizados enquanto mantiveram idéias independentes. Depois da II Guerra Mundial a arte do ocidente foi novamente declarada nociva e vários pintores mandados para o exílio na Sibéria. Embora houvesse uma suavização no rigor da lei quando Stalin morreu, até na década de 1970 exposições de arte podiam ser censuradas ou desmanteladas sem aviso prévio e suas obras destruídas.
O propósito básico dessa nova estética era glorificar a luta do proletariado em direção ao progresso e a uma sociedade socialista ideal. Segundo o Estatuto da União dos Escritores Soviéticos, de 1934, o Realismo Socialista buscava uma representação artística historicamente confiável e concreta da realidade em seu desenvolvimento revolucionário, devendo ter um caráter educativo de transformação ideológica dos trabalhadores no espírito do Socialismo. Lenin dizia que seu propósito era criar um tipo inteiramente novo de ser humano, e Stalin chamava seus praticantes de "engenheiros de almas". Maxim Gorky, no Congresso do mesmo ano, decretara que a obra socialista deveria ter quatro características essenciais. Seria: 
- Proletária, ou seja relevante e compreensível para o trabalhador;
- Típica, mostrando cenas do cotidiano do povo;
- Realista, no sentido representacional - figurativa e verídica, e sem decair para um naturalismo
- Partidária, apoiando os ideais do Estado e do Partido.[38]

Como o proletário era o centro dessa nova sociedade, naturalmente se tornara também um objeto digno de estudo, no que se dava continuidade aos ideais sustentados primeiro pelos românticos e depois pelos Itinerantes. Ao mesmo tempo, o líder da nação também se tornava alvo de elogio e representação exaltada, junto com ambientes fabris e camponeses. Sendo agora o Estado o único mecenas, todo artista se tornava um empregado da máquina estatal, e a pintura, associando-se às artes gráficas, frequentemente foi reproduzida em larga escala em cartazes propagandísticos.
Em termos de forma o Realismo Socialista foi todo figurativo, e em termos de caráter foi sempre otimista, mas embora pregasse a verdade histórica, suas representações frequentemente são irreais, pecando por seus excessos, seja de força e virilidade, seja de virtudes e nobreza de caráter, seja de alegria e contentamento. Dentro desse espectro limitado de opções, o estilo se tornou logo repetitivo e decaiu em qualidade. Todas as formas de experimentalismo eram de imediato censuradas como decadentes, obscenas, vulgares, formalistas, pessimistas ou degeneradas, e portanto, desde o princípio, antiComunistas, justificando sua proscrição.
Entre as críticas apontadas modernamente a esse sistema estão uma alegada destruição da cultura nacional e imposição de uma cultura artificial; a abolição dos elos orgânicos entre criador e obra, substituindo-os por um programa apriorístico; o caráter compulsório das escolhas temáticas; a dissociação isolacionista entre a evolução da arte ocidental e o panorama russo; e eliminação de toda espontaneidade, individualidade e sério cerceamento à verdadeira criatividade. Acima de tudo se condena a intensa repressão a todo desvio da norma, uma repressão que podia equivaler ao exílio ou à morte mesmo por causa de pequenos detalhes.
Apesar dos pesares significativa porção do que foi produzido em arte sob esta doutrina rigorosa atingiu um alto nível, tanto estético como ético e técnico. Muitos dos pintores haviam sido formados na Academia, e muitos também aderiram a esses princípios de boa vontade, por encontrarem ressonância em suas propostas e ideais individuais. Entre seus representantes mais típicos estavam Izaak Brodsky, Kuzma Petrov-Vodkin, Georgy Riazski, Boris Ioganson, Aleksander Gerasimov, Aleksander Moravov, Ivan Vladimirov, Boris Vladimirsky, Karp Trokhimenko, Taras Gaponenko, Aleksandr Laktionov, Pyotr Dobrynin, Alexej Nesterenko, Valentin Lisenkov, Vasili Ivanov, Vladimir Krikhatzky, Mikhail Bozhie, Vassili Saicenko e Nikolai Terpsikhorov.

## A renovação da pintura russa
O estilo oficial do Realismo Socialista, ainda que tenha continuado até quase o fim do século XX, começou a ser atacado até mesmo de dentro do Partido Comunista a partir da morte de Stalin em 1953. Subindo ao poder, Khrushchev iniciou uma denúncia da política stalinista e do culto à sua personalidade, que passaram a ser considerados prejudiciais, e os artistas que haviam feito carreira seguido os seus ditames, como Alexander Gerasimov, autor de retratos idealizados do antigo ditador, foram removidos de suas posições oficiais. Em compensação, foram reabilitados artistas notáveis como Kuzma Petrov-Vodkin, que apesar de ter trabalhado para o Partido, depois fora proscrito. 

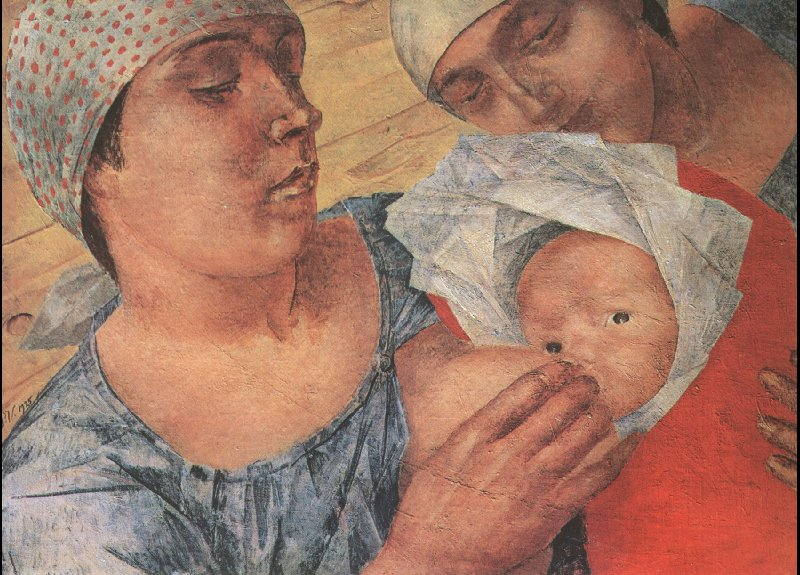
Kuzma Petrov-Vodkin: Maternidade

Ainda que houvesse uma flexibilização na postura do governo e os pintores encontrassem uma nova atmosfera de liberdade, os avanços não foram grandes, e o Realismo Socialista continuou a ser a diretriz principal para a pintura. O próprio Khrushchev se envolveu pessoalmente em debates sobre a função da arte, mas o resultado imprevisto disso foi que os artistas dissidentes, que foram conhecidos como os Inconformistas, ainda em grande parte trabalhando na obscuridade e no isolamento, e seguindo linhas de trabalho diversas, sentiram-se unidos em torno de um propósito comum.
Os Inconformistas não tinham uma proposta estética unificada, sequer eram um grupo organizado, e o estudo do movimento não pode ser feito através do estilo, que ia do figurativismo ao abstracionismo, com todas as nuanças e variações intermédias incluído o Neoacademismo. Mas seu objetivo comum era desmistificar o idealismo artificial e autoritário da arte do Estado, e mostrar que seu projeto estava longe de espelhar a realidade. Diversos grupos de Inconformistas se formaram em Moscou, São Petersburgo e outras cidades, e em torno dos anos 1970 o movimento passou a receber uma aceitação, ainda que limitada, pelas autoridades. Contudo não havia mercado para eles e apenas uma fração mínima de seus trabalhos encontrava colocação em exposições. Boa parte dessa produção foi salva da destruição ou do esquecimento pelo perigoso trabalho do colecionador estadunidense Norton Dodge, que com a ajuda de diplomatas estrangeiros e autoridades locais simpáticas, adquiriu clandestinamente um grande acervo de mais de 17 mil obras entre 1956 e 1986, e o instalou no Museu de Arte Jane Voorhees Zimmerli da Universidade Rutgers, nos Estados Unidos. Alguns dos muitos Inconformistas foram Oleg Vassiliev, Erik Bulatov, Anatoly Zverev, Vladimir Nemukhin, Vladimir Yankilevsky, Koryun Nahapetyan, Vasily Sitnikov, Evgeny Rukhin, Alexander Rappoport, Lidiya Masterkova e Koryun Nahapetyan.
Ainda nos anos 1970 uma outra tendência surge na cena, os Conceitualistas russos, que trabalhavam princípios da Arte conceitual, contribuindo para diversificar as abordagens, procedimentos e técnicas, bem como acendendo o debate teórico sobre arte. Dentre eles atuaram Ilya Kabakov, Andrei Monastyrsky, Komar e Melamid, Erik Bulatov e Viktor Pivovarov.
Com a progressiva abertura política da União Soviética nos anos 1980, que por fim levou à desestruturação de todo bloco comunista, todo o programa de arte oficial também entrou em colapso. Artistas como R.Bichuns, P.Tordia, D.Zhilinsky, E.Shteinberg, M.Romadin, M.Leis e V.Kalinin foram amplamente reconhecidos, provando que o universo da arte não estva mais dominado pela propaganda, mas muitos outros aproveitaram a chance de emigrar. Abriu-se definitivamente a Rússia para os avanços contemporâneos da arte ocidental e ocorreu uma rápida expansão no panorama na pintura russa, fenômeno que continua até os dias de hoje.

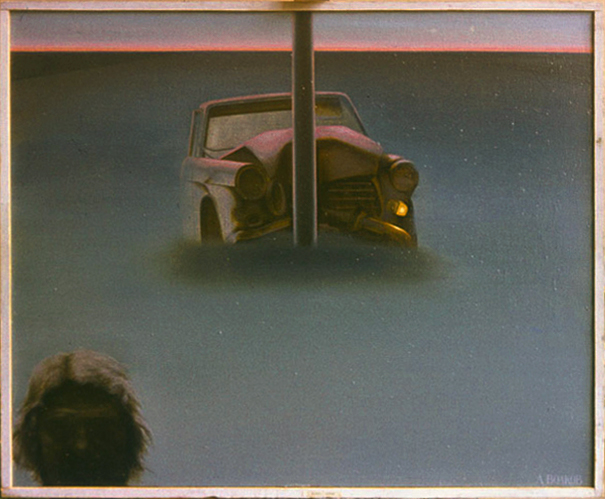
Andrey Volkov: Avaria, 1978
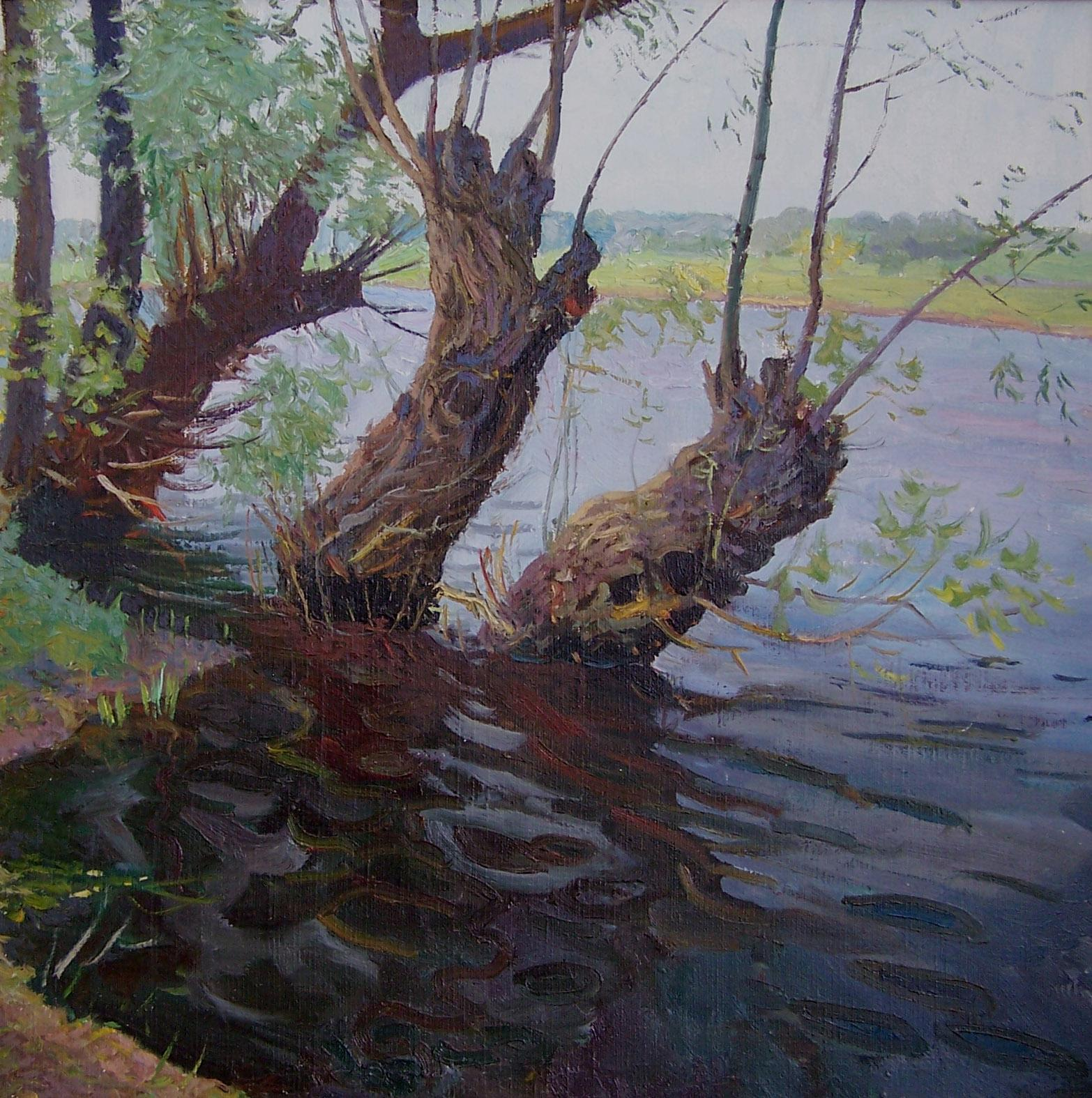
Georgi Ottschenaschko: Três velhos salgueiros, 1983
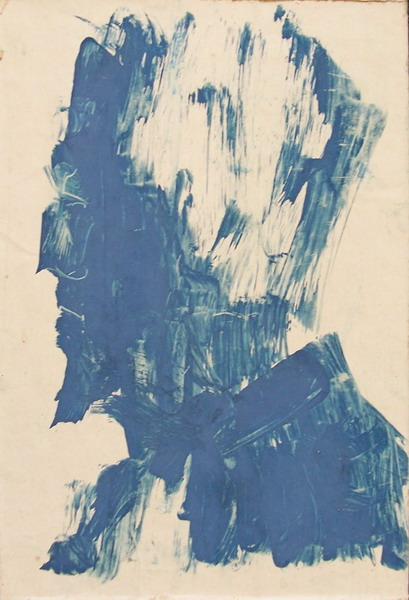
Alexander Kislyakov: Graf, 1990
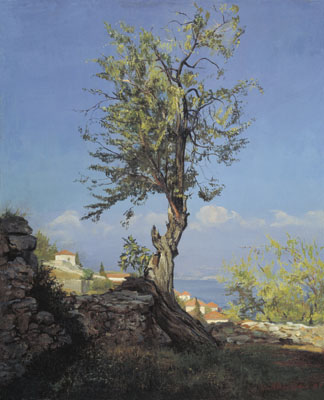
Ilya Kaverznev, 1997
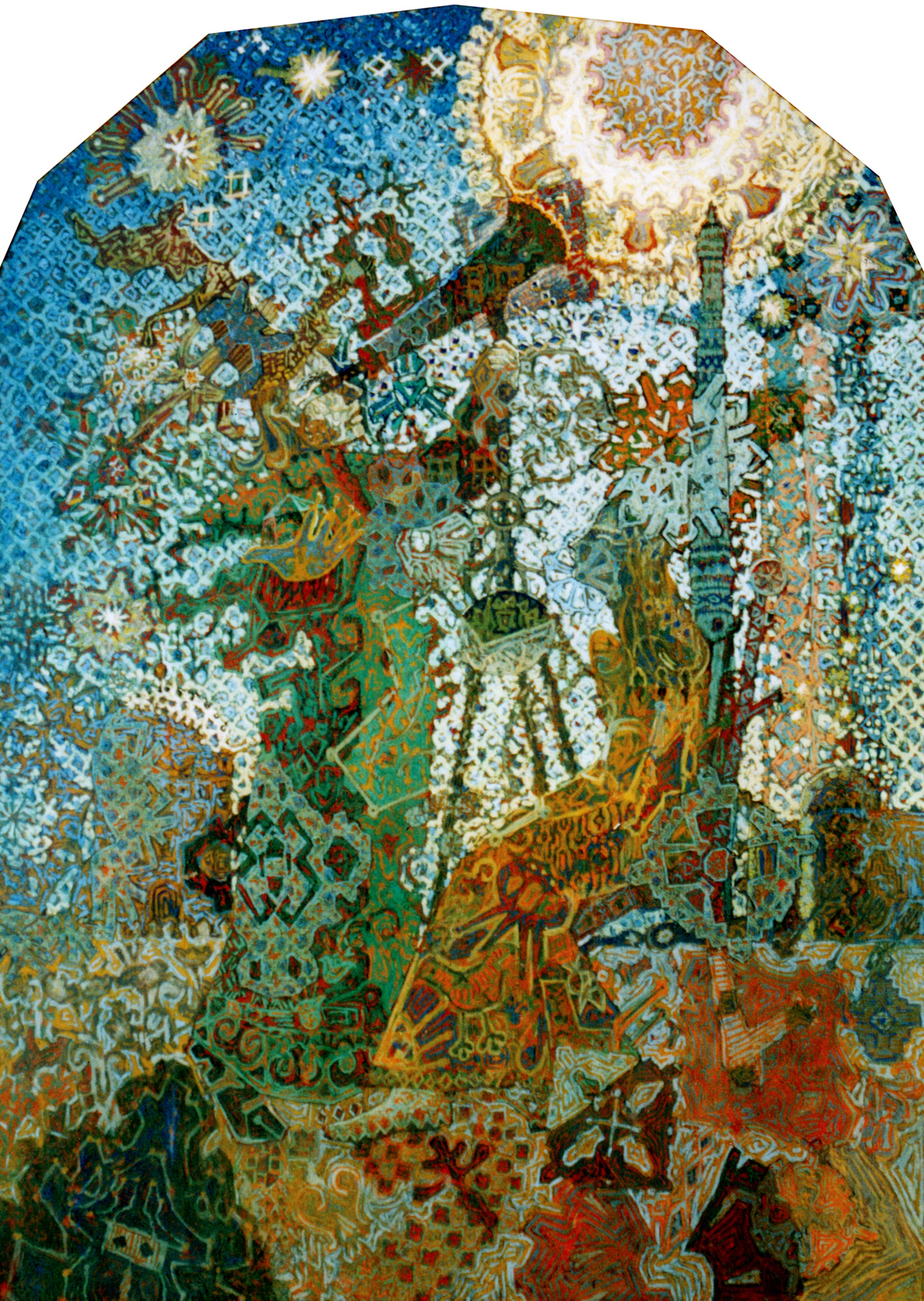
Alexey Akindinov: O observador de estrelas, 1998

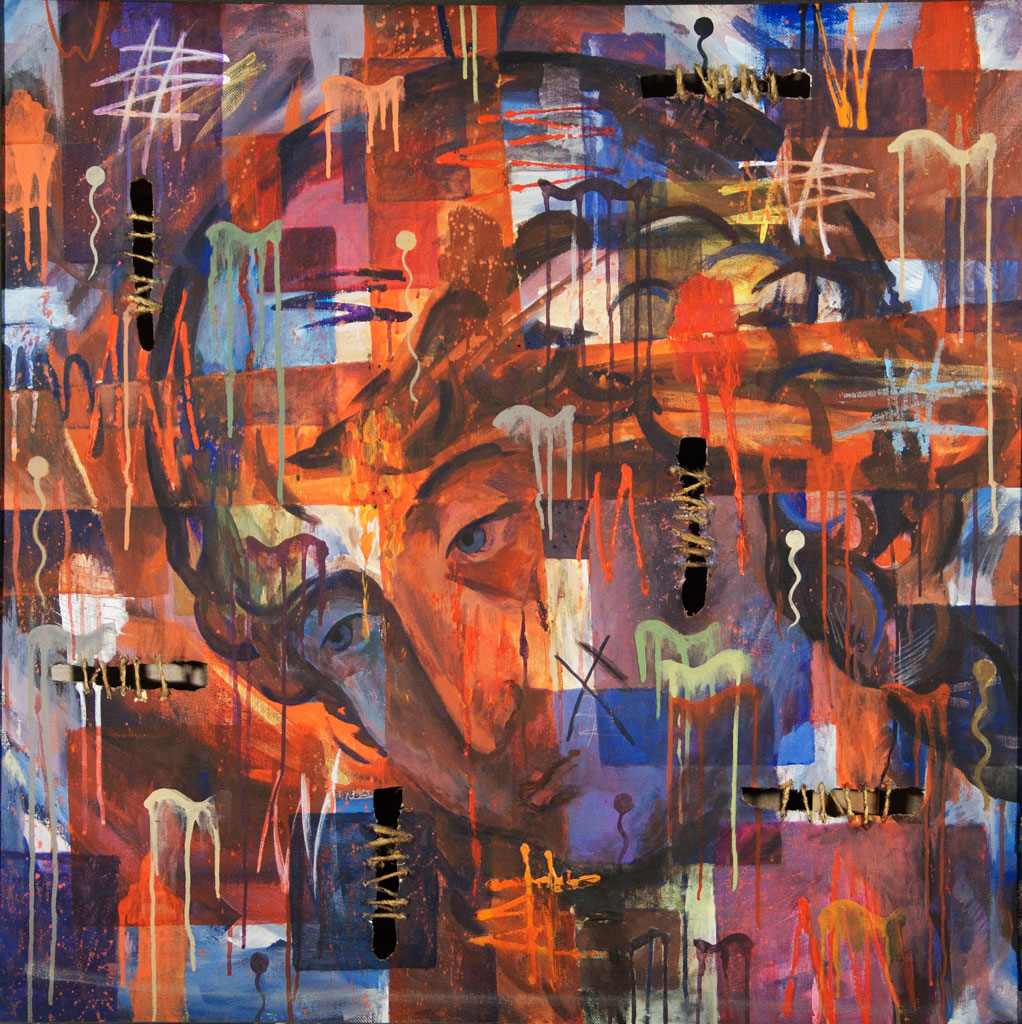
Alexey Kuripko: Arte moderna, 2000
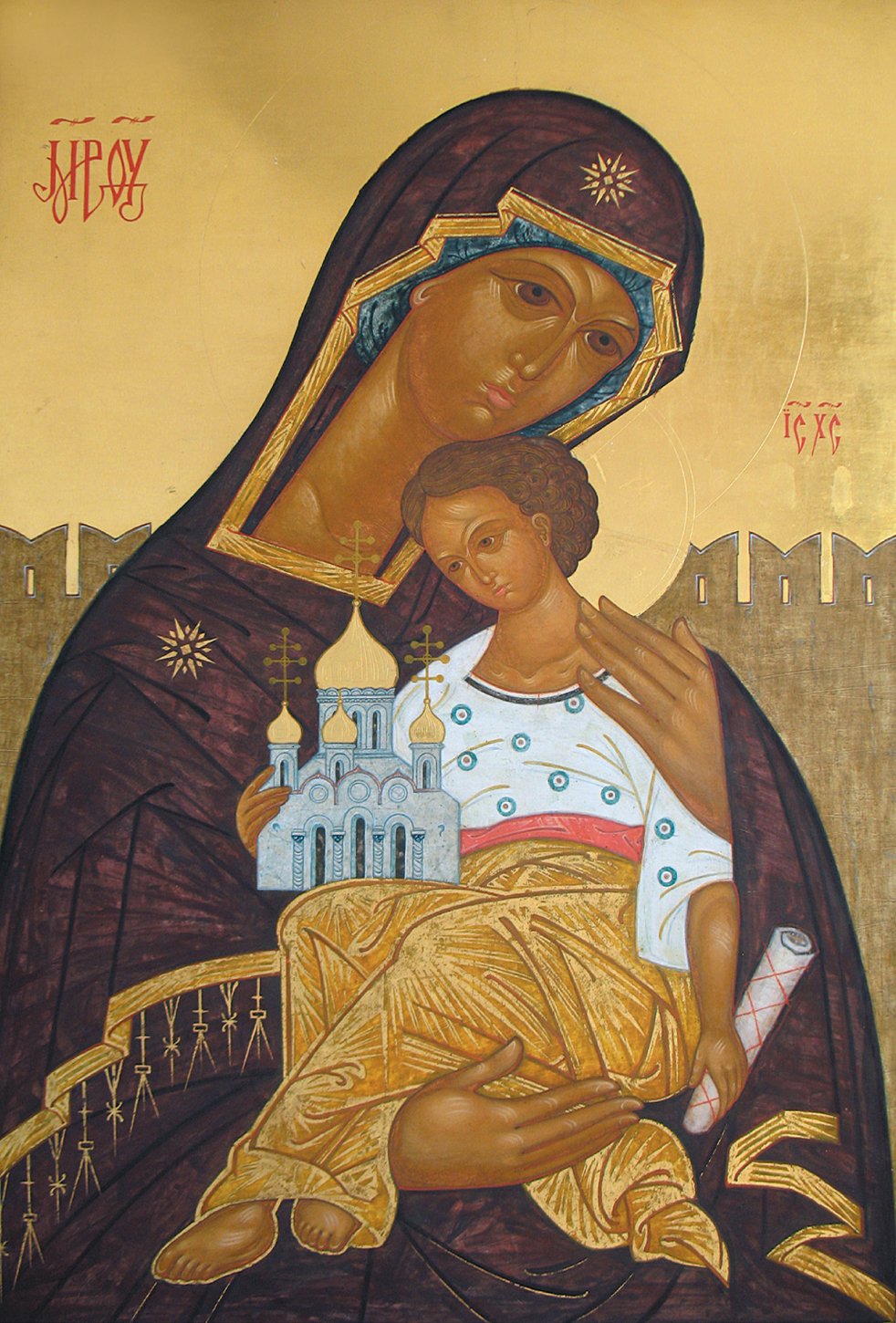
Sergei Kurakin: Nossa Senhora de Novorussky, 1998-2000
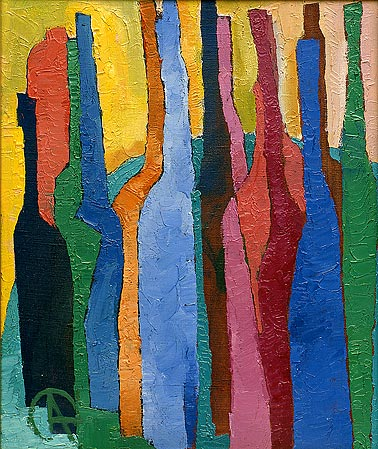
Andrew Pavlovskiy: Garrafas, 1999
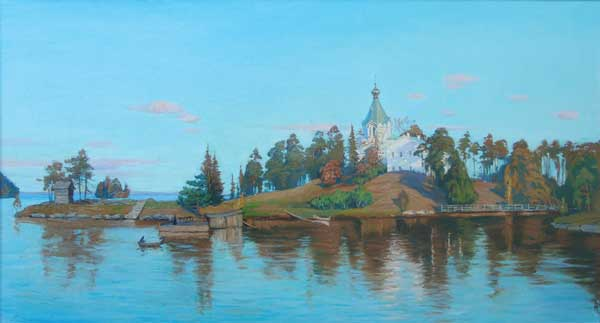
Nikolay Tretyakov, 2005
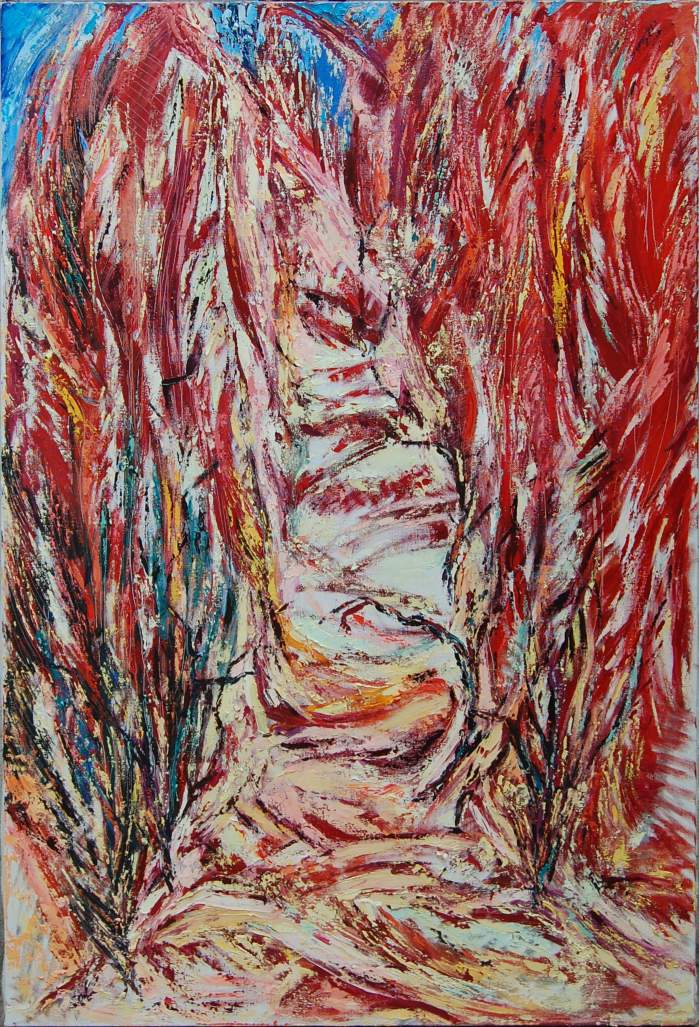
Natalia Duritskaya: Avenida Sutin, 2008

## Outras tradições pictóricas
Além da pintura convencional, tratada acima, a Rússia possui várias outras tradições pictóricas que, embora de menor relevo, também merecem nota por sua riqueza, como a pintura decorativa de interiores e de mobiliário, as porcelanas e louças pintadas e outro objetos utilitários decorados. Mas de todas não se pode deixar abordar, ainda que brevemente, os manuscritos iluminados e as miniaturas laqueadas, ambas pertencendo a um universo culto, e os gêneros de pintura primitiva, ingênua e folclórica, mais ligadas à arte popular.

### Manuscritos iluminados
Essa tradição iniciou em Quieve e se desenvolveu paralela à pintura de ícones, e ambas apresentam muitos pontos em comum em termos de estilo. Apesar de depender em grande parte da arte bizantina, estão presentes também influências anglo-normandas, carolíngias e otonianas, que lá chegaram através das rotas comerciais medievais entre a Rússia e o resto da Europa. O exemplo sacro mais antigo que se preservou foi o Evangeliário de Ostromir, composto em torno de 1056 pelo diácono Gregor e assistentes para seu patrono Ostromir de Novogárdia. Nas suas páginas com ilustrações se percebe claramente a influência de modelos bizantinos, junto com uma requintada caligrafia, que demonstram o elevado nível que a cultura local já atingira por esta altura, apenas cerca de 70 anos da introdução da escrita na região.
Outras obras medievais importantes são a Miscelânea de Esviatoslau, do século XII, o Evangeliário Siysky, de 1339, com diversas cenas em um estilo elegante, o Evangeliário Fyodorovsky, de 1327, o Saltério de Quieve, de 1397, com 303 ricas iluminuras sobre uma variedade de temas sacros e profanos e figuras de animais e vegetais, e o Evangeliário de Novgorod 1575y, de 1575, com figuras dos evangelistas e iniciais decoradas.
Mas também existem iluminuras de grande importância sobre textos profanos, como a grande Crônica de Radzivill, a mais antiga e uma das mais preciosas em seu gênero, uma narrativa ricamente decorada que trata da história da Rússia entre os séculos V e XIII, produzida no século XV. Possuem belas ilustrações também a crônica Licevoy svod, de 1480, com cenas de batalha, A lenda da derrota de Mamai, do século XVII, um romance histórico, e o Livro dos títulos dos Czares, de 1672, com uma série de retratos régios e decorações realizados por artistas do Kremlin no século XVII. A tradição de iluminuras começou a decair no fim do século XVII com a sua substituição por livros impressos, embora exemplares esparsos ainda sejam encontrados no século XIX.

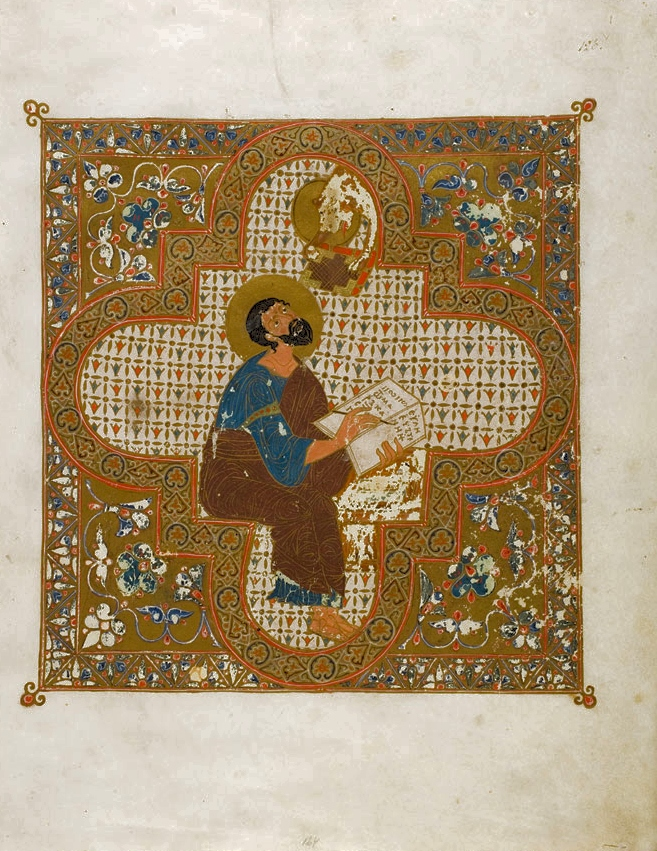
São Marcos, do Evangeliário de Ostromir, c. 1056
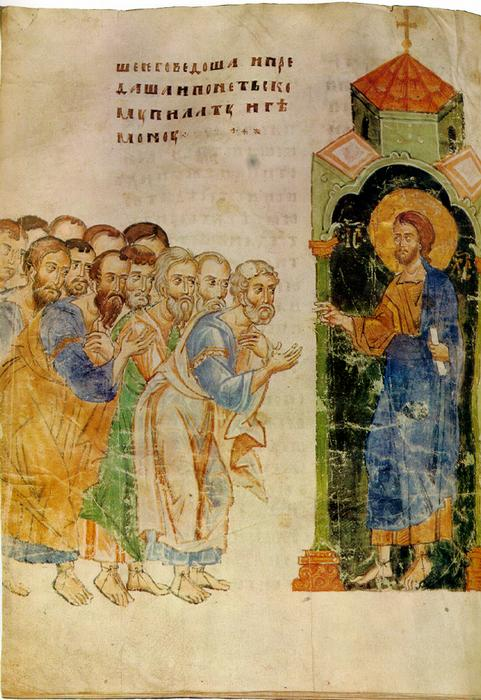
Evangeliário Siysky, 1339
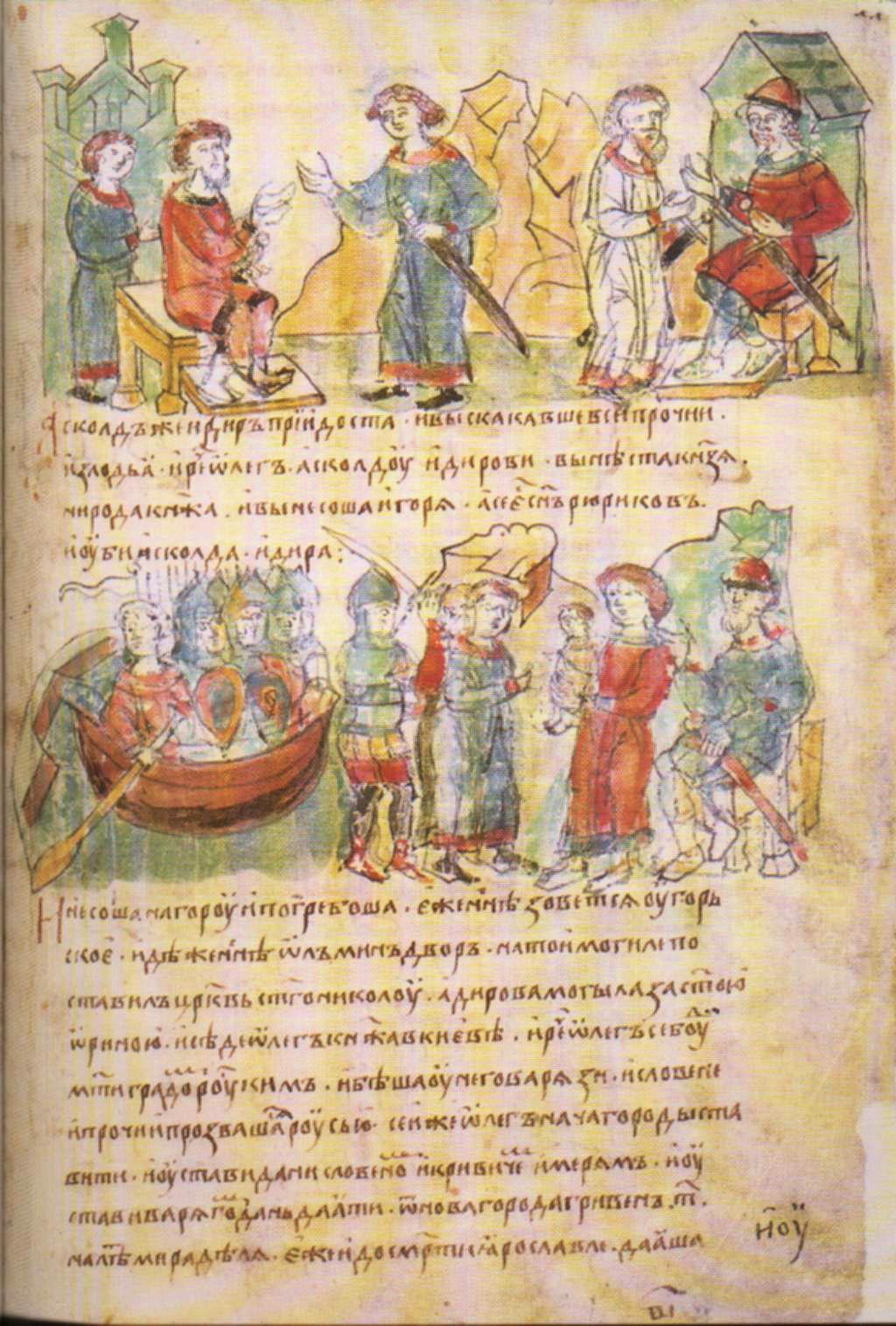
Folio da Crônica de Radzivill, século XV
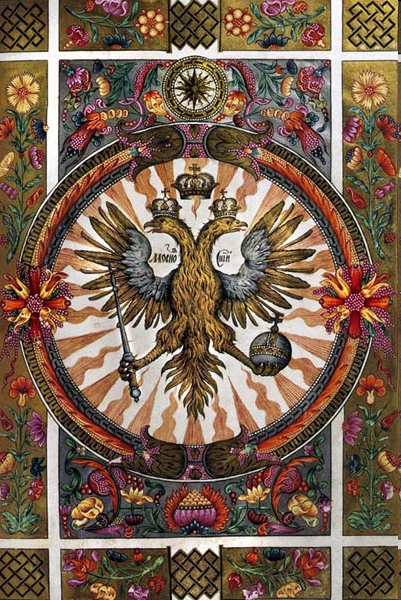
Livro dos títulos dos Czares, capa, 1672

### Miniaturas em laca
As miniaturas laqueadas tem uma história relativamente recente, iniciada em torno do século XVIII na cidade de Fedoskino, até hoje um centro de produção de renome mundial. Esse tipo de arte aplicada, que às vezes é confundido com o artesanato, recebeu a atenção do governo russo entre o século XIX e o XX, que organizou algumas oficinas à maneira de uma Academia, enviando mestres diplomados na Academia de São Petersburgo para dirigí-la. As miniaturas são pintadas sobre uma diversidade de objetos decorativos, em sua maior parte feitos de papel machê ou madeira, e usando como pigmentos o pó de metais preciosos e têmperas de tons vivos, cobertas com uma camada de laca brilhante e às vezes enriquecendo o acabamento final com adornos de metal e pedras preciosas, que emprestam às peças o caráter de jóias. É uma técnica minuciosa que derivou da pintura de ícones. A temática é a mais variada, incluindo paisagens, cenas de caça, composições florais e retratos, cópias de pinturas célebres, mas sobretudo são privilegiadas cenas ilustrando as lendas do folclore russo, tratadas em um estilo culto e requintado. Outros centros de produção importantes além de Fedoskino são Kholui, Zhostovo, Mstyora e Palekh.

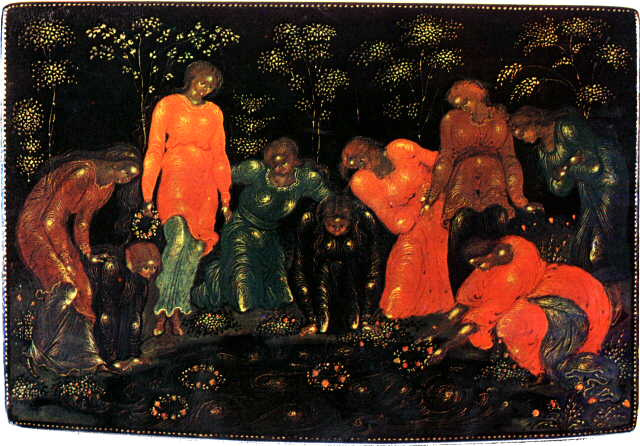
Divinação usando guirlandas, c. 1920. Miniatura Palekh
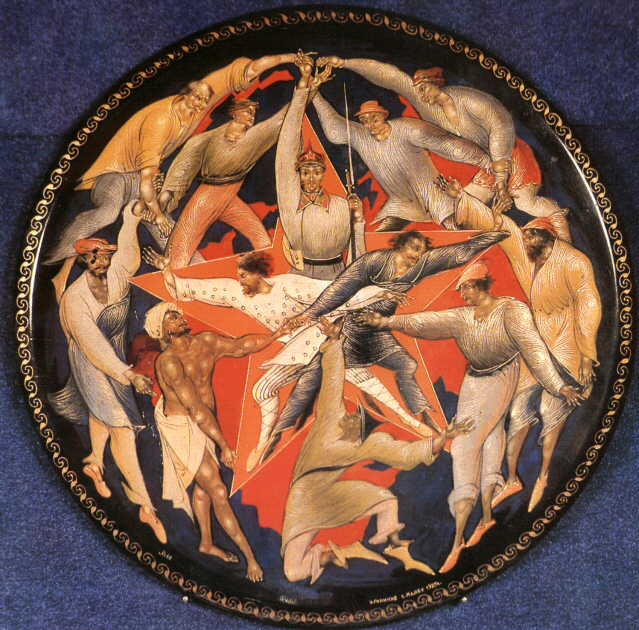
A Terceira Internacional, 1927. Miniatura Palekh
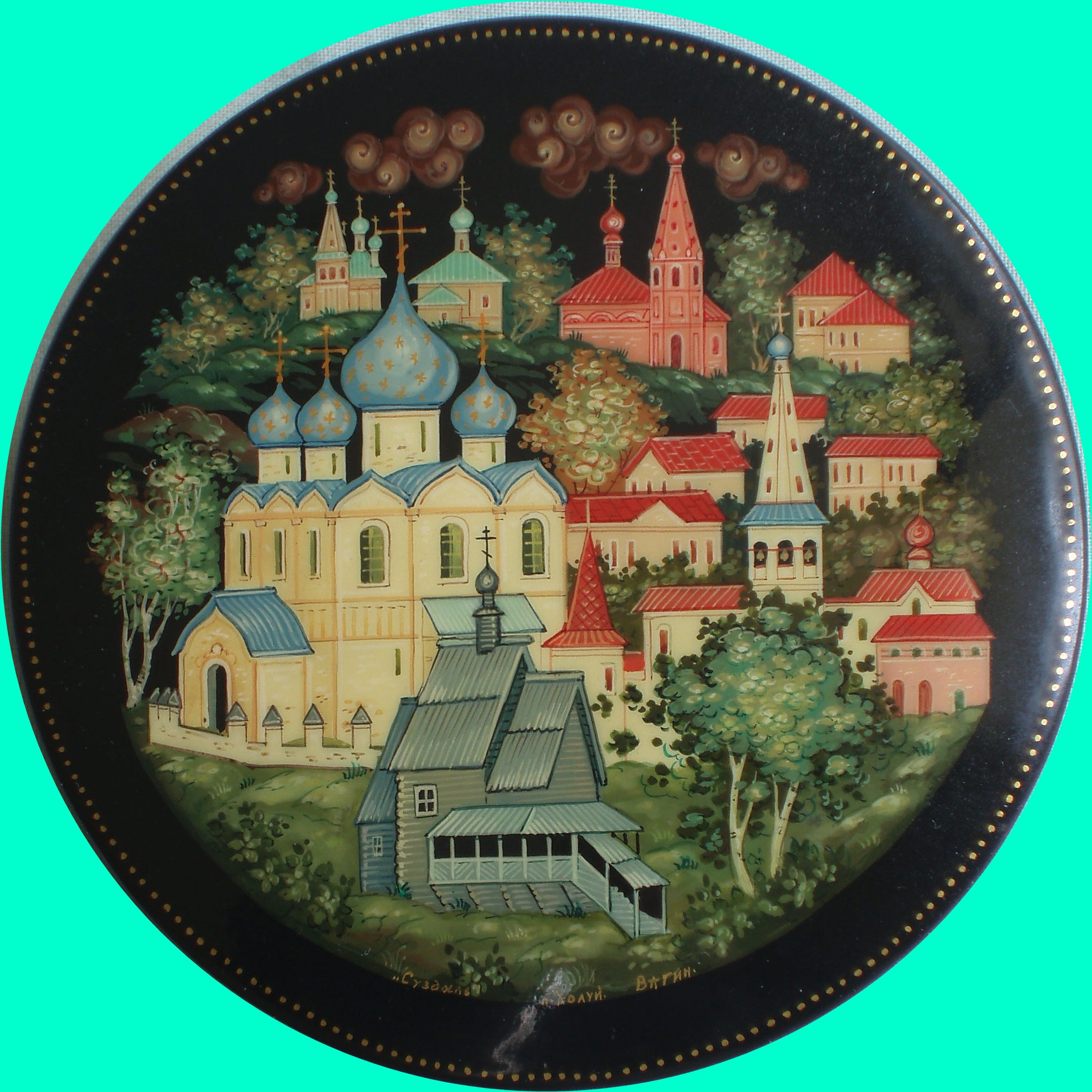
Susdália. Miniatura Kholui

### Pintura primitiva, ingênua e folclórica
Estes gêneros são de distinção um tanto difícil, pois todos se originam em artistas populares. Numa definição muito esquemática, os artistas folclóricos pertencem a uma tradição relativamente estática, repetindo modelos formais sem variações drásticas ao longo do tempo. Usam técnicas tradicionais que, mesmo podendo ter significativo requinte, permanecem (ou permaneciam) fora das escolas oficiais, seus autores em grande parte são desconhecidos e suas obras datam desde as origens da cultura visual russa. 
Os ingênuos fogem inteiramente da arte culta criando estilos únicos e extravagantes, mas uma vez encontrada uma fórmula satisfatória, esta tende a ser repetida para todo tipo de cena. Geralmente suas obras são altamente narrativas, com uma profusão de detalhes, jogam cores em combinações incomuns e mostram ter uma noção de espaço completamente diversa dos autores cultos. Especialmente no caso russo os ingênuos aparecem a partir do final do século XIX, e o advento do Comunismo teve forte impacto sobre eles, ocasionando a criação de uma infinidade de obras sobre o assunto..
Já os primitivos têm algum conhecimento acadêmico em arte, podiam até antigamente trabalhar para a pequena nobreza rural, mas, como provam suas obras, sua aproximação dos modelos da arte erudita é peculiar pela sua incompetência técnica, ainda que isso não lhes prive de valor estético e artístico. Na Rússia os primitivos começam a aparecer por volta do século XVIII, quando o estilo de vida da nobreza urbana começou a influenciar os nobres provincianos, a decoração de suas mansões passou a exigir maior luxo e incluir pinturas de paisagens e outras obras de arte mais sofisticadas, e se desenvolveu um retratismo derivado da tradição dos parsunas.
Mesmo assim é de reconhecer que as interpenetrações entre eles são muitas, tornando problemática uma caracterização definitiva, e por isso vão todos aqui sob uma mesma entrada. Apesar de historicamente trabalharem à margem do circuito oficial, recentemente esses gêneros vêm recebendo grande atenção do governo e de colecionadores e já existem museus dedicados inteiramente à preservação e divulgação de suas obras.

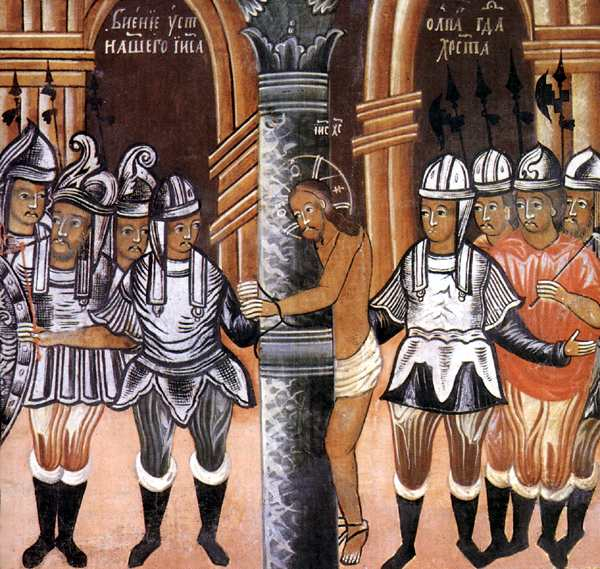
Kiril Sivkov e assistente: Flagelação de Jesus, século XVIII. Museu Alexandrov
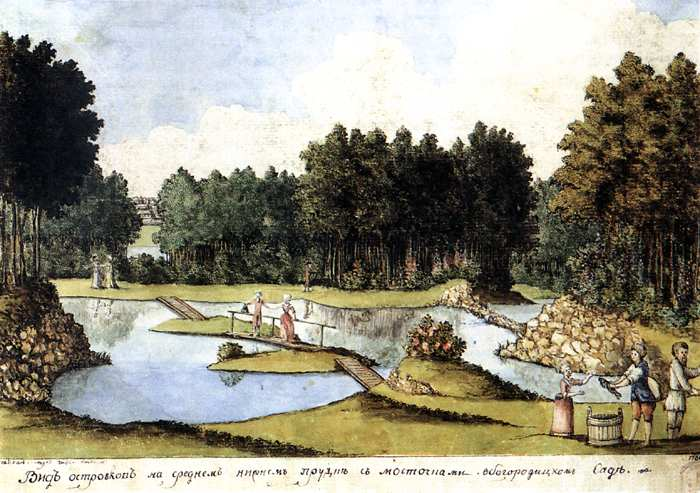
Pavel Bolotov: Vista do parque Bogoroditsk, 1786
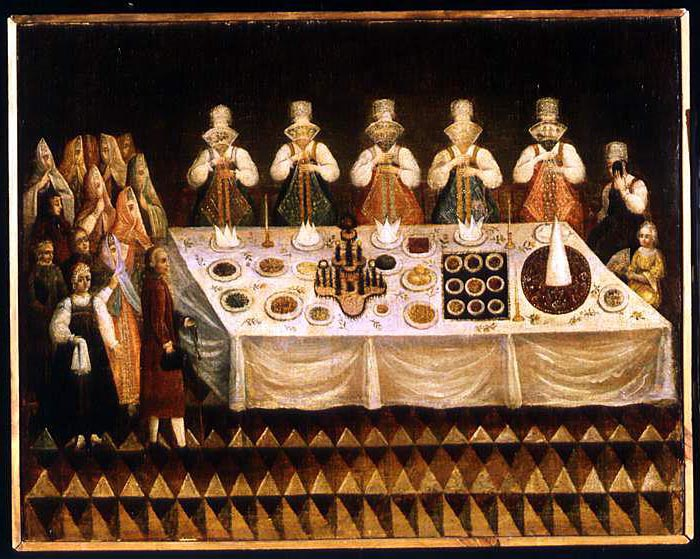
Anônimo do século XVIII: Casamento em Toropets
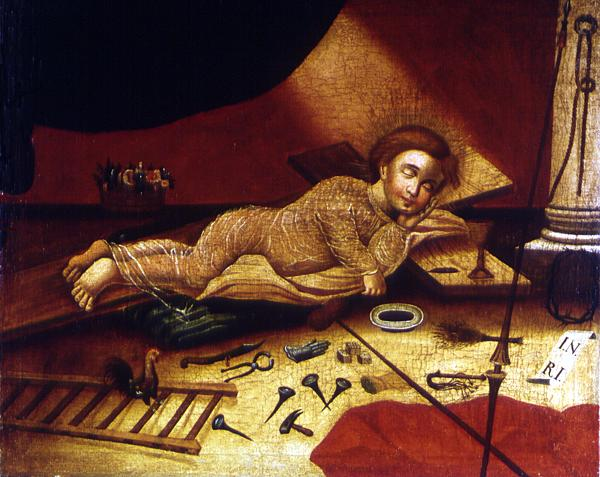
Anônimo: Cristo dormindo com os símbolos da Paixão, século XVIII

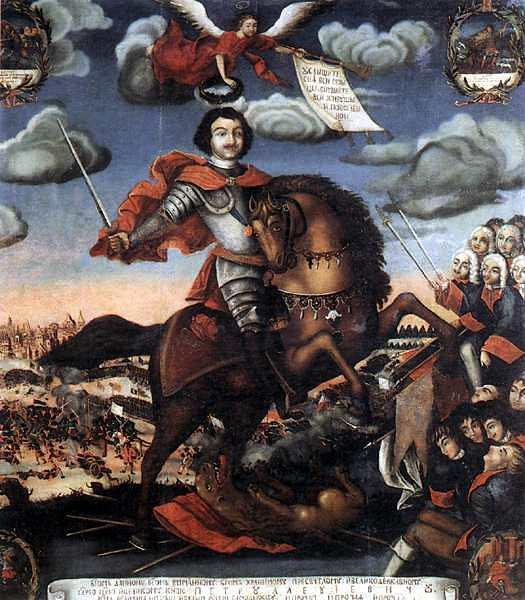
Anônimo: Apoteose de Pedro I, c. 1710
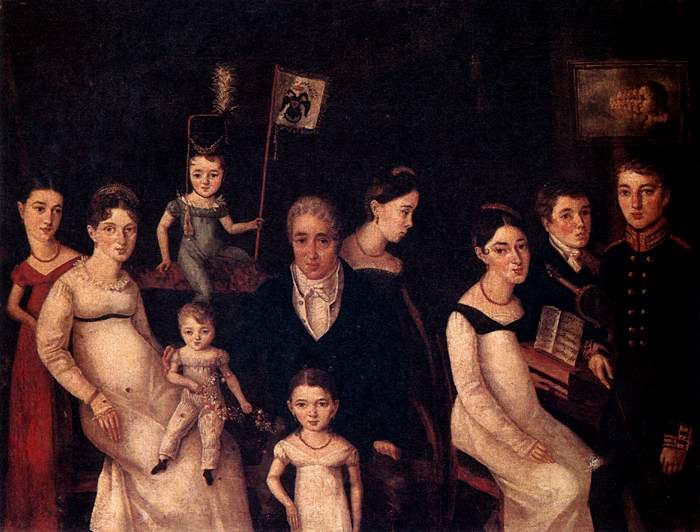
Olivier ?: Retrato da família Benua, c. 1816
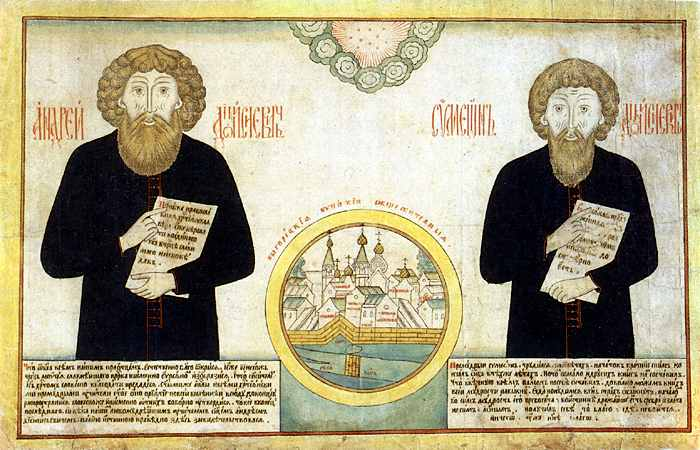
Anônimo: A. Denisov e S. Denisov retratados com a comunidade de Vygovsk, século XIX
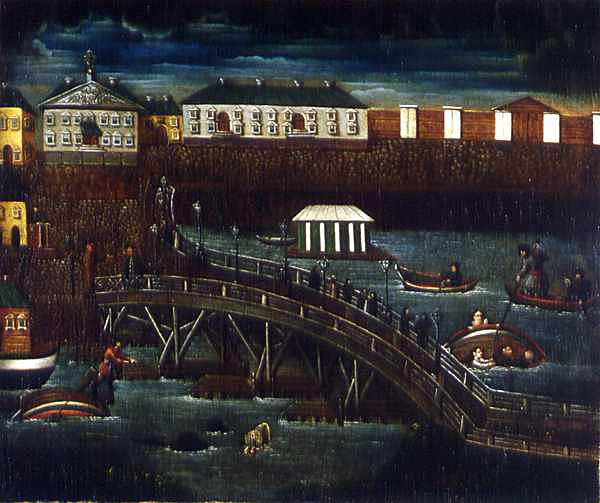
Anônimo: Enchente de 1824 em São Petersburgo

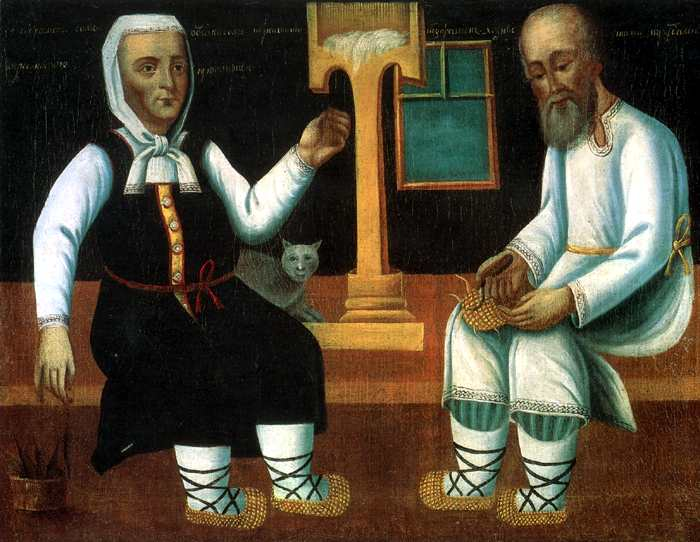
Anônimo: Camponeses, século XIX
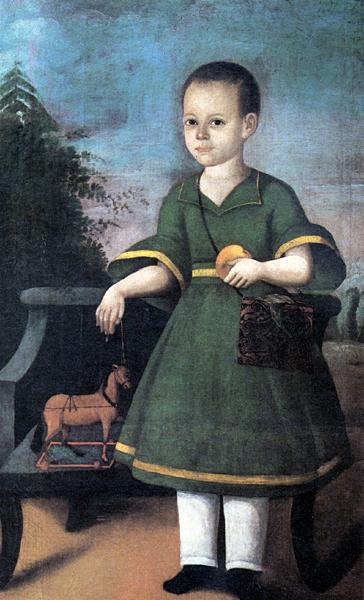
Pavel Kolendas: Retrato de P.P.Temerin, 1884
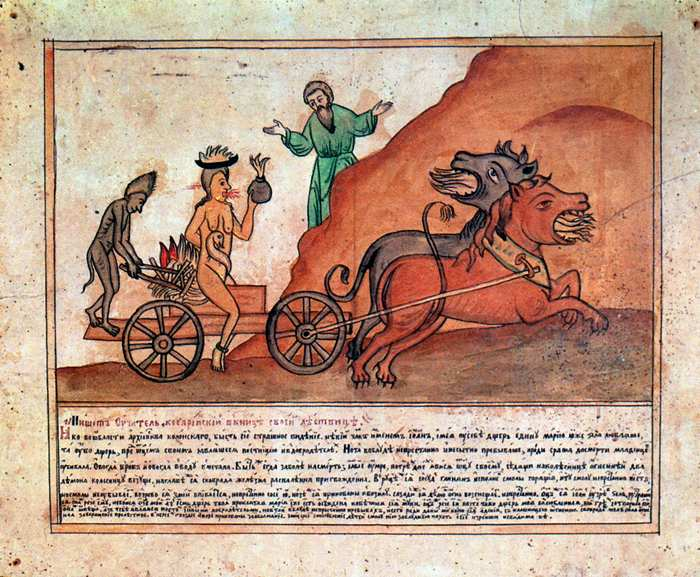
Sofia Kalikina: A donzela Maria e sua póstuma aparição a seu pai, c. 1904
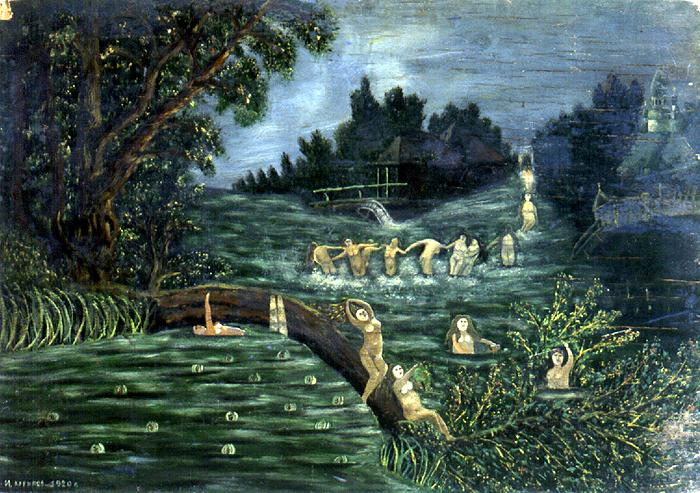
I. Kurilev: Noite de São João, 1920